# Chiến tranh thế giới thứ nhất
Chiến tranh thế giới thứ nhất, còn được gọi là Đại chiến thế giới lần thứ nhất, Đệ nhất Thế chiến hay Thế chiến I, là một cuộc chiến tranh thế giới bắt nguồn tại châu Âu từ ngày 28 tháng 7 năm 1914 đến ngày 11 tháng 11 năm 1918.
Cuộc chiến tranh này là một trong những sự kiện có ảnh hưởng nhất trong lịch sử thế giới. Đây là cuộc chiến tranh có chiến trường chính bao trùm khắp châu Âu và ảnh hưởng ra toàn thế giới, lôi kéo tất cả các cường quốc châu Âu và Bắc Mỹ vào cuộc chiến với số lượng người chết trên 19 triệu người, đồng thời có sức tàn phá và ảnh hưởng về vật chất lẫn tinh thần của nhân loại rất sâu sắc và lâu dài. Khác với các cuộc chiến tranh trước đó, người Âu châu phải chiến đấu cả trên chiến trường lẫn ở hậu phương. Phụ nữ phải làm việc thay nam giới, đồng thời sự phát triển của công nghệ cũng có ảnh hưởng đến tính chất chiến tranh; có thể thấy sự hiệu quả của không quân và xe tăng trong chiến đấu kể từ cuộc Đại chiến này. Chiến tranh chiến hào gắn liền với cuộc Đại chiến thế giới lần thứ nhất trong thời gian đầu của nó.
Đây là cuộc chiến giữa phe Hiệp Ước (chủ yếu là Anh, Pháp, Nga và sau đó là Hoa Kỳ, Brasil) với phe Liên minh Trung tâm (chủ yếu là Đức, Áo-Hung, Bulgaria và Ottoman). Cuộc chiến bắt đầu với Vụ ám sát thái tử Áo-Hung (được coi là "ngòi nổ" của cuộc chiến tranh), dẫn đến việc Áo - Hung tuyên chiến với Serbia. Sự kiện này được nối tiếp bởi việc Hoàng đế Đức là Wilhelm II truyền lệnh cho các tướng lĩnh đưa quân tấn công Bỉ, Luxembourg và Pháp, theo kế hoạch Schlieffen. Hơn 70 triệu quân nhân được huy động ra trận chiến, trong số đó có 60 triệu người châu Âu. Trong cuộc chiến tranh kinh hoàng này, Pháp là nước chịu tổn thất nặng nề hơn cả và hoàn toàn bị kiệt quệ, dẫn tới sự đại bại của họ trong các cuộc chiến tranh về sau. Những trận đánh khốc liệt nhất trong cuộc Chiến tranh thế giới lần thứ nhất cũng diễn ra trên đất Pháp. một trận đánh đáng nhớ của cuộc Đại chiến là tại Verdun năm 1916, khi quân Đức tấn công thành cổ Verdun của Pháp, nhưng không thành công. Tuy nhiên, trận chiến đẫm máu nhất là tại sông Somme (1916), khi liên quân Anh - Pháp đánh bất phân thắng bại với quân Đức, trong khi chiến dịch quân sự lớn nhất là Cuộc tổng tấn công của Brusilov, khi quân Nga đánh bại liên quân Áo-Hung và Đức.
Tất cả những đế quốc quân chủ (trừ Đế quốc Anh) đều sụp đổ trong cuộc chiến tranh này. Đảng Bolshevik lên nắm quyền tại nước Nga sau cuộc Cách mạng Tháng Mười lật đổ Chính phủ Lâm thời Nga, trong khi việc Đức bại trận lại tạo điều kiện cho Đức Quốc Xã lên nắm quyền nhờ biết khai thác tâm lý bất mãn của người dân. Tuy nước Đức thua cuộc nhưng về thương mại và công nghiệp họ không bị tổn hại gì lớn, vì thế về những mặt này họ đã chiến thắng cuộc Chiến tranh thế giới lần thứ nhất.
Không một nước châu Âu nào thật sự chiến thắng cuộc chiến tranh này, tất cả đều chịu tổn hại nặng nề về người và của. Sau chiến tranh, châu Âu lâm vào tình trạng khủng hoảng và những cao trào chủ nghĩa dân tộc trỗi dậy ở các nước bại trận. Điển hình là tại Thổ Nhĩ Kỳ, bão táp phong trào cách mạng giải phóng dân tộc rầm rộ, đưa dân tộc này dần dần hồi phục, và buộc phe Hiệp Ước phải xóa bỏ những điều khoản khắc nghiệt sau khi cuộc Chiến tranh thế giới thứ nhất chấm dứt. Nước duy nhất không bị tàn phá mà còn thu được lợi nhuận lớn từ cuộc chiến này là Hoa Kỳ, nó đã tạo điều kiện cho nước này vượt trên các nước châu Âu về kinh tế kể từ sau cuộc chiến.
Trước đây ở các nước nói tiếng Anh dùng từ "Đại chiến" (Great War). Vài thập kỷ sau, tên gọi Chiến tranh thế giới lần thứ nhất (World War I) mới được áp dụng để phân biệt với cuộc Chiến tranh thế giới thứ hai. Đương thời, nó còn được gọi với cái tên "Cuộc chiến tranh chấm dứt mọi cuộc chiến tranh" (The war to end all wars) bởi quy mô và sự tàn phá khủng khiếp nó gây ra. Chính những vấn đề liên quan tới Hoà ước Versailles 1919 đã khiến cho cuộc Chiến tranh thế giới thứ hai bùng nổ.

## Mục đích
Đây là một cuộc chiến để lập lại trật tự thế giới mới, nó làm sụp đổ 4 đế chế hùng mạnh của châu Âu và thế giới lúc đó là Đế quốc Nga, Đế quốc Đức, Đế quốc Áo-Hung và Đế quốc Ottoman, làm thay đổi sâu sắc bộ mặt của châu Âu và thế giới. Tuy nhiên mặc dù là cuộc chiến đẫm máu và khốc liệt như vậy nhưng cuộc chiến này đã không giải quyết được các mâu thuẫn gốc rễ và "thế giới mới" mà nó tạo ra còn đặt châu Âu và thế giới trước các vấn đề và mâu thuẫn khác còn trầm trọng hơn như phát sinh nhà nước theo Chủ nghĩa Cộng sản tại Nga, Chủ nghĩa quân phiệt và Chủ nghĩa phát xít tại Ý, Đức và Nhật, sự chia cắt, xâm phạm quyền tự quyết của các dân tộc... Những vấn đề đó sẽ dẫn đến bùng nổ Chiến tranh thế giới thứ hai. Đó là lý do một số nhà nghiên cứu cho rằng Chiến tranh thế giới thứ hai chỉ là sự nối tiếp của Chiến tranh thế giới thứ nhất sau gần 20 năm tạm nghỉ lấy sức.
Chiến tranh thế giới thứ nhất xảy ra giữa 2 khối liên minh quân sự được hình thành sau thế kỷ XIX: 1 bên là liên minh 3 đế quốc Anh - Pháp - Nga, hay được gọi là khối Hiệp ước Entente ba bên (trong tiếng Pháp entente có nghĩa là sự đồng thuận, hiệp ước) sau này còn thêm Hoa Kỳ và một số nước khác tham gia; bên kia là phe Liên minh Trung tâm (Central Powers, hay còn gọi là Liên minh 3 nước) gồm Đức, Áo – Hung và Ottoman.
Tuy nhiên sau đó Ý chiến đấu bên phía Entente 3 bên nhưng Liên minh Trung tâm lại có thêm đồng minh là Đế quốc Ottoman và Bulgaria. Trong khi vai trò của các đồng minh chính trong Entente 3 bên khá đồng đều trong việc gánh vác sức nặng chiến tranh thì ở bên phía Liên minh Trung tâm vai trò của các đồng minh mờ nhạt hơn, chỉ Đức có vai trò trụ cột vì thực tế mâu thuẫn chủ yếu gây nên chiến tranh là gắn liền với tham vọng chính trị kinh tế của đế quốc Đức lúc đó. Lúc bấy giờ, 2 cường quốc quân sự hùng mạnh nhất của châu Âu là Đức và Anh.

## Quy mô, tính chất

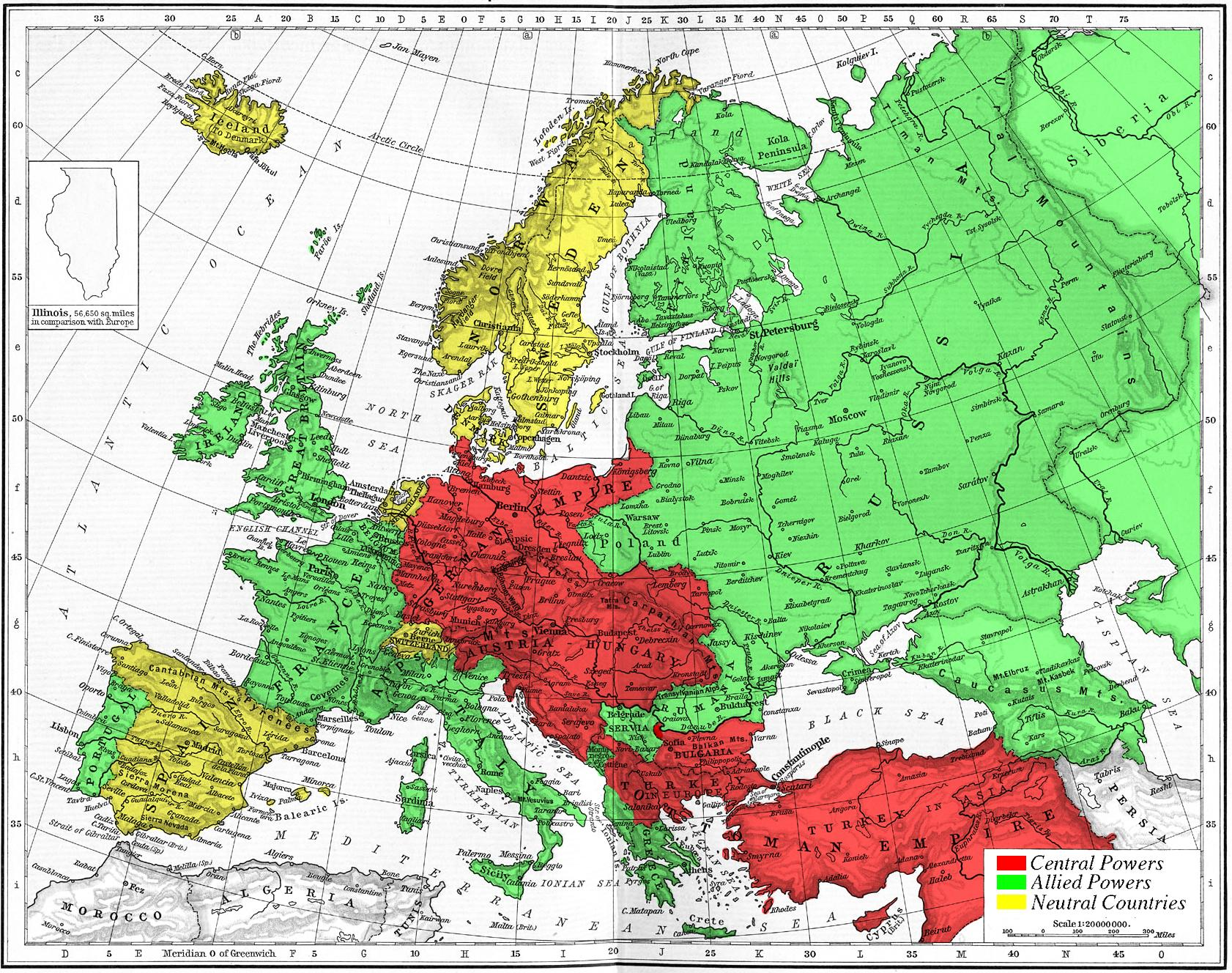
Các nước tham chiến tại châu Âu. Hình dáng tiểu bang Illinois nằm ở bên trái để có thể so sánh diện tích.
Khối Trung tâm (Central Powers)
Khối Hiệp ước (Entente Powers)
Các nước trung lập

Về khía cạnh chính trị – quân sự đây là lần đầu tiên thế giới biết đến 1 kiểu chiến tranh tổng lực, chiến tranh toàn diện. Chiến tranh diễn ra không những ác liệt trên bộ, trên không, trên biển mà các bên thực hiện bao vây bóp nghẹt kinh tế của nhau, đánh vào ý chí và bản lĩnh chịu đựng của dân tộc, thử thách tiềm lực kinh tế và sức mạnh tinh thần của đối phương. Các cường quốc như Đế quốc Nga, Đế quốc Áo-Hung và Đế quốc Đức đã thất bại và sụp đổ dù quân đội của họ vẫn còn hiện hữu (đặc biệt quân đội Đức vẫn còn đang trên đất đối phương, và quân địch còn chưa xâm phạm tới lãnh thổ của họ). Các nước này đã thua trận vì xã hội kiệt sức, không thể kham nổi chiến tranh – 1 kiểu chiến tranh tiêu hao với cường độ cực cao, khiến chính phủ của họ bị các lực lượng trong nước lật đổ.
Chiến tranh thế giới thứ nhất diễn ra theo 1 kiểu chiến lược chiến tranh hiện đại. Trước đây châu Âu đã từng có các cuộc chiến theo liên minh nhiều nước như Chiến tranh Kế vị Tây Ban Nha, Chiến tranh Kế vị Áo, Chiến tranh Bảy năm, Chiến tranh Napoléon, v.v... Nhưng những cuộc chiến đó có kết quả chiến tranh phụ thuộc vào 1 hoặc vài trận đánh lớn có tính quyết định diễn ra trong 1-2 ngày tại 1 điểm quyết chiến hoặc một vài chiến dịch trong vài tuần hoặc một vài tháng, các hoạt động chiến sự xen kẽ với hoà bình. Kết cục chiến tranh không triệt để: thua trận thì ký hoà ước nhượng bộ, chờ vài năm hồi phục tiềm lực rồi lại tham chiến tiếp (điển hình như các cuộc chiến thời Napoléon I). Các cuộc chiến đó phụ thuộc rất nhiều, nếu không nói là phần lớn, vào tài thao lược của nhà cầm quân. Còn từ nay, kể từ Thế chiến I, lần đầu tiên nhân loại chứng kiến một kiểu chiến tranh lâu dài, quy mô, huỷ diệt. Chiến sự dàn trải trên khắp chiến trường, khắp cả châu lục. Vai trò cá nhân của thống soái trong chiến tranh bị hạn chế mà tiềm lực kinh tế và ý chí, sức mạnh tinh thần của quốc gia nổi lên là yếu tố quyết định.
Trên chiến trường về khía cạnh thuần tuý quân sự đây là một cuộc chiến tranh đã có các đặc trưng hiện đại: quân đội là quân đội đông đảo. Lần đầu tiên trên thế giới chiến tranh theo chiến thuật đội hình tản mác không còn các khối quân lực xếp hàng tấn công và phòng thủ theo đội hình ô vuông dày đặc rất đặc trưng của mọi cuộc chiến tranh trước đây. Cuộc chiến tranh này đặc trưng áp đảo bởi hình thức chiến tranh trận địa mà điển hình nhất là hệ thống chiến hào trở thành phương tiện phòng thủ chính yếu, thành quách pháo đài đã không còn vai trò phòng ngự quan trọng nữa. Các bên phòng thủ trong chiến hào với hệ thống ụ súng máy, dây thép gai, bãi mìn và trận địa pháo dày đặc với chiến tuyến ngăn đôi giữa 2 phía đối địch. Chiến tranh trận địa hay chiến tranh chiến hào ở thời kỳ đó thường có tính chất là rất khó tấn công và rất dễ phòng thủ nên chiến tranh có diễn biến chậm chạp ít năng động, ít có các chiến thắng quân sự dứt khoát. Kết cục chiến tranh phụ thuộc vào sự chịu đựng dẻo dai của các bên đối kháng đối với gánh nặng chiến tranh tiêu hao tổng lực.

## Nguyên nhân, bản chất chiến tranh
Xem bài chính: Vụ ám sát thái tử Áo-Hung.
Sự việc Đại công tước Franz Ferdinand của Áo - Hung bị một phần tử dân tộc chủ nghĩa người Serbia tên là Gavrilo Princip ám sát tại Sarajevo vào ngày 28 tháng 6 năm 1914 được coi là khởi nguồn của cuộc thế chiến này, nhưng thực ra đó chỉ là "giọt nước tràn ly". Vụ ám sát thái tử Áo-Hung chỉ là cái cớ để các bên chính thức khai chiến sau một thời gian dài chạy đua vũ trang nhằm chuẩn bị chiến tranh. Chiến tranh là "phải nổ ra" do mâu thuẫn giữa các quốc gia ở châu Âu đã chín muồi, các bên tham chiến từ trước đó khá lâu đã có các mâu thuẫn đối kháng với nhau, và muốn triệt hạ nhau bằng quân sự để phân chia lại thế giới.
Nguyên nhân và bản chất của chiến tranh này là rất phức tạp, đa diện, nhưng có thể được tổng kết như sau:

### Chủ nghĩa đế quốcvà sự tranh giànhthuộc địa
Lenin và những người Bolshevik, cùng một phần lớn những người xã hội chủ nghĩa của châu Âu phân tích có cơ sở rằng chiến tranh là mâu thuẫn của sự phát triển của các nước chủ nghĩa đế quốc cầm đầu ở châu Âu và chiến tranh có tính chất chiến tranh đế quốc: đó là cuộc chiến nhằm tranh giành, phân chia lại thuộc địa giữa các nước đế quốc, là cuộc chiến tranh phi nghĩa đối với tất cả các phe tham chiến.

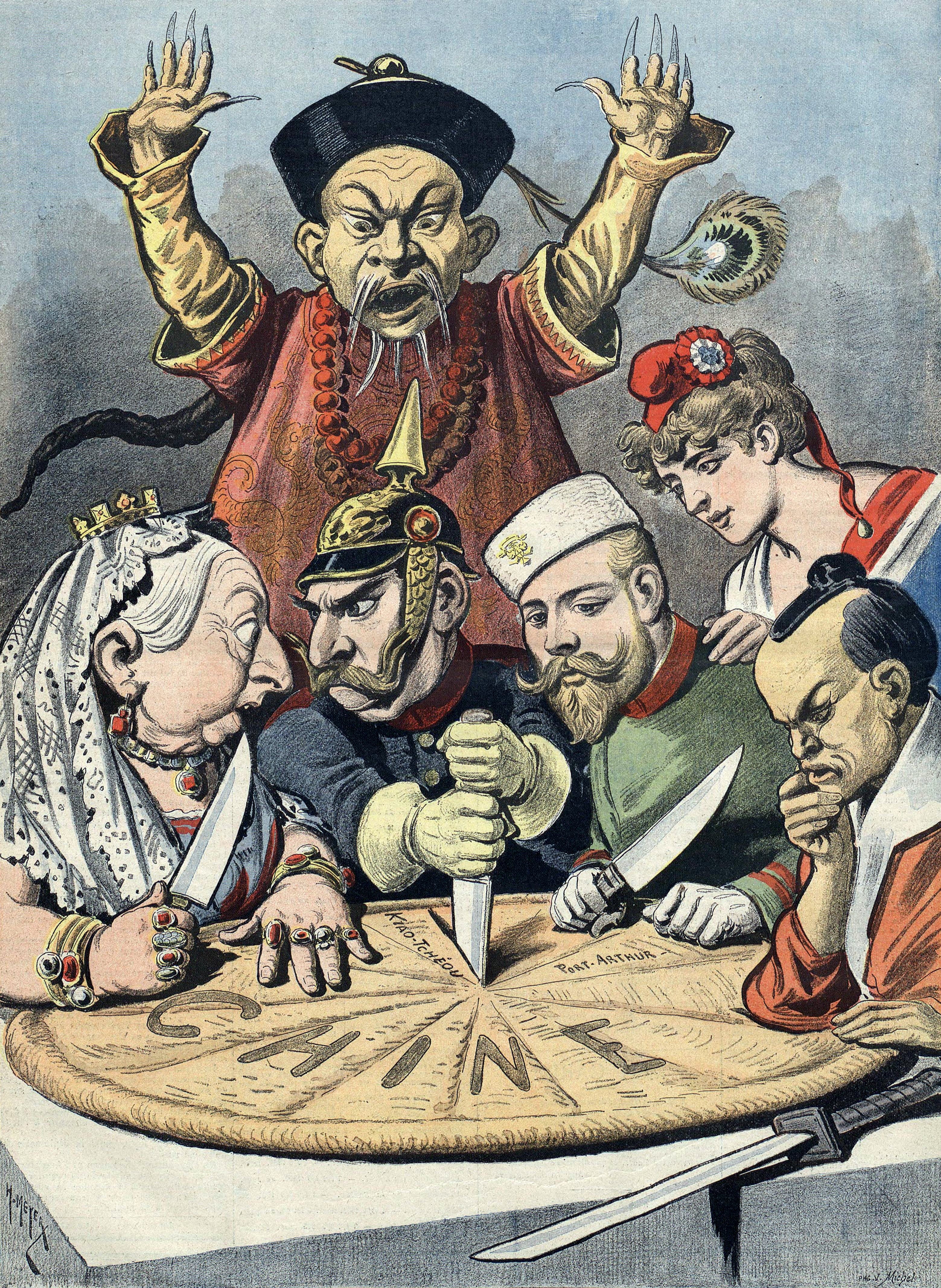
Tranh biếm họa về các nước Anh, Đức, Nga, Pháp, và Nhật tranh nhau chiếm thuộc địa ở Trung Quốc. Trong bức tranh, vua nước Đức Wilhelm II (đội mũ chóp nhọn) tỏ thái độ căm ghét rõ ràng với nữ hoàng Anh Victoria

Theo phân tích của Lenin, nguyên nhân chiến tranh bắt nguồn ngay từ giữa thế kỷ XVI: ở thời điểm này, các nước châu Âu bắt đầu hình thành Chủ nghĩa tư bản. Để tìm kiếm tài nguyên và lợi nhuận, các nước thực dân châu Âu bắt đầu bành trướng lãnh thổ, đem quân xâm chiếm các nước châu Á, châu Phi để biến các nước này thành thuộc địa. Đến cuối thế kỷ XIX, về cơ bản thì tất cả châu Á, châu Phi đã bị biến thành thuộc địa. Nhưng sự phân chia thuộc địa giữa các nước châu Âu là rất không đồng đều. Anh-Pháp là 2 nước đã xâm chiếm thuộc địa từ khá sớm nên chiếm được rất nhiều thuộc địa, trong khi các nước châu Âu khác thì chiếm được ít hơn nhiều.
Đến cuối thế kỷ XIX, sự lớn mạnh của Đế quốc Đức sau Chiến tranh Pháp-Phổ đã đẩy mạnh những tham vọng chiếm lĩnh thuộc địa và chia lại thị trường thế giới của nước này. Đến đầu thế kỷ XX, Đế quốc Đức đã vượt qua Anh, Pháp để trở thành cường quốc công nghiệp đứng đầu châu Âu và đứng thứ 2 trên thế giới (sau Mỹ). Nhưng trong cuộc chạy đua giành giật thuộc địa, Đức lại là nước chậm chân, bởi đến cuối thế kỷ XIX, hầu hết châu Á và châu Phi đã bị Anh, Pháp chiếm làm thuộc địa. Năm 1913, tổng diện tích các thuộc địa của Đức chỉ là 2,9 triệu km², trong khi nước Anh có tới 34 triệu km², Pháp có gần 13 triệu km². Do quy mô thuộc địa không tương xứng với tiềm lực công nghiệp (ít thuộc địa thì tức là có ít tài nguyên và thị trường tiêu thụ), Đức là nước hiếu chiến nhất trong thời kỳ này. Ngoài ra, nước Đức chịu ảnh hưởng sâu sắc của truyền thống quân phiệt Phổ: đề cao chủng tộc Đức, tích cực truyền bá tinh thần kỷ luật quân đội, chạy đua vũ trang. Lenin đã tổng kết đặc trưng của nước Đức thời kỳ này là "Chủ nghĩa đế quốc quân phiệt, hiếu chiến".
Nhưng tham vọng của Đức gặp phải sự phản kháng của các nước "đế quốc già" là nước Anh, Pháp và Nga. Các "đế quốc già" này về cơ bản đã chiếm lĩnh gần hết những thuộc địa bao la khắp thế giới và muốn duy trì quyền thống trị của mình, không muốn "chia phần" cho những thế lực mới nổi như Đức. Đế quốc Áo–Hung và Đế quốc Ottoman từ lâu đã suy yếu, nhưng vẫn muốn có đủ "tư cách" và vai trò để tranh giành ảnh hưởng trong khu vực Trung Âu, Balkan và Kavkaz. Các cường quốc khác can thiệp vào khu vực đó để tranh giành ảnh hưởng với nhau...
Do có cùng mục tiêu tranh giành thuộc địa với Anh-Pháp, nước Đức đã cùng Áo - Hung, Italia thành lập "phe Liên Minh" vào năm 1882 để chuẩn bị chiến tranh chia lại thế giới. Để đối phó, Anh đã ký với Nga và Pháp những Hiệp ước tay đôi hình thành phe Hiệp ước (đầu thế kỷ XX). Từ đó, ở châu Âu đã hình thành 2 khối quân sự đối đầu nhau. 2 bên ra sức chạy đua vũ trang, chuẩn bị cho chiến tranh. Một cuộc chiến tranh đế quốc nhằm phân chia thuộc địa trên thế giới không thể tránh khỏi.
Sự mâu thuẫn mang tính chất đế quốc chủ nghĩa đòi hỏi một cuộc "chém giết lớn" để phân định lại ngôi thứ và lập lại trật tự thế giới, theo đó các thế lực mới nổi (đứng đầu là Đế quốc Đức) mong muốn đánh bại các thế lực cũ (Anh, Pháp, Nga) để chiếm lấy thuộc địa của kẻ thua.
Mặt khác, việc phát động chiến tranh của các nước đế quốc còn nhằm đối phó với những bất ổn trong nội bộ quốc gia. Đầu thế kỷ XX, phần lớn giai cấp lao động ở các nước bị bóc lột nặng nề, đời sống rất khốn khó (công nhân thường xuyên phải làm việc 12 giờ/ngày, đồng lương lại thấp, việc sa thải diễn ra bừa bãi, trẻ em 12 tuổi đã phải đi làm công nhân phụ giúp cha mẹ...). Sự áp bức đó tạo ra mâu thuẫn gay gắt giữa người lao động với chủ tư bản, nhiều quốc gia đã tiềm ẩn phong trào cách mạng (đặc biệt là ở Nga, Đức và Áo-Hung). Việc phát động chiến tranh sẽ kích thích tinh thần ái quốc của người dân, làm họ quên đi các vấn đề trong nước và xoa dịu mâu thuẫn trong lòng các nước đế quốc.

### Liên minh quân sự, chạy đua vũ trang, quân phiệt
Từ nguyên nhân mâu thuẫn lợi ích, sự thèm muốn tranh giành thuộc địa đã dẫn tới một nhóm nguyên nhân khác cũng được các nhà nghiên cứu chỉ ra, là hệ thống các liên minh quân sự, sự chạy đua vũ trang và Chủ nghĩa quân phiệt của các đế chế:
- Liên minh quân sự theo khối: Trong các mâu thuẫn và tương đồng quyền lợi, các quốc gia tìm kiếm lôi kéo các nước có cùng lợi ích để thành lập các hiệp ước liên minh quân sự để tăng cường thế lực, bành trướng ảnh hưởng. Việc này làm cho tình hình thế giới càng trở nên cực kỳ căng thẳng vì bất cứ 1 xung đột quốc gia nào đều có thể trở thành xung đột quốc tế, điều này là rất điển hình cho Thế chiến I. Và thực tế cho thấy từ một sự kiện ám sát có tính dân tộc trong Đế chế Áo - Hung, mâu thuẫn đã được cộng hưởng, khuếch đại và trở thành chiến tranh thế giới.

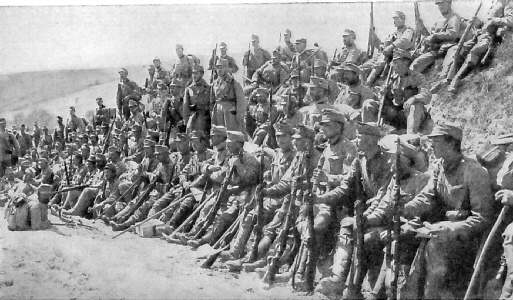
Lính Áo trên chiến trường

- Chạy đua vũ trang: điển hình là trước thế chiến, Anh cho hạ thủy lớp thiết giáp hạm Dreadnought với các tính năng chiến đấu cách mạng trên biển, tạo nên chạy đua vũ trang quyết liệt giữa Anh và Đức. Việc các quốc gia chạy đua vũ trang để duy trì và giành ưu thế quân sự trên bộ và trên biển dẫn đến sự phản ứng tương ứng của phía đối địch. Kết quả là cả hai phe đều cảm thấy bị đe doạ từ phía bên kia và lại càng chạy đua vũ trang và lại bị đe doạ ở mức độ mới cao hơn. Đây cũng là 1 nguyên nhân gây nên chiến tranh.
- Chủ nghĩa quân phiệt: tại các quốc gia quân chủ chuyên chế như Đế quốc Nga, Đế chế Đức, Đế quốc Áo - Hung và Đế quốc Ottoman và cả ở các quốc gia khác thì tầng lớp quân nhân, tướng lĩnh có một thế lực và ảnh hưởng rất lớn. Họ không hề bị kiểm soát bởi các thiết chế dân chủ, lại rất gần gũi Hoàng đế và luôn có xu hướng hiếu chiến và tinh thần ái quốc mãnh liệt của Chủ nghĩa Sôvanh (chauvinism).

### Chủ nghĩa dân tộc
Sau thế kỷ XIX tại châu Âu khi những giá trị tự do cá nhân và quyền tự quyết của cá nhân được nhận thức thì hiển nhiên nhận thức về quyền dân tộc tự quyết của các dân tộc đang bị điều khiển bởi các dân tộc cường quốc sẽ trỗi dậy và gặp phải sự ngăn trở của các dân tộc khác. Sự thức tỉnh tình cảm dân tộc thường đi kèm với Chủ nghĩa Sôvanh và trên con đường tìm vị thế của mình các dân tộc nhỏ thường tìm sự bảo trợ của các đồng minh lớn để chống lại các kẻ thù cận kề. Điều đó dẫn đến các xung đột được tích luỹ và chiến tranh là cách giải toả cuối cùng.
Chủ nghĩa dân tộc là nguyên nhân chính của vụ ám sát thái tử Áo-Hung tại Bosnia. Sau cuộc chiến Nga-Thổ 1878, Nga có ảnh hưởng lớn ở Balkan. Áo-Hung lại điều khiển chính phủ ở Bosnia và năm 1908 thì gạt Thổ Nhĩ Kỳ ra khỏi đây, nắm toàn bộ ảnh hưởng ở Bosnia. Nga vận động các nước còn lại trên bán đảo Balkan lập ra Liên minh Balkan hi vọng khối này sẽ đẩy lùi Áo-Hung. Nhưng do những mâu thuẫn trước kia đối với Đế chế Ottoman, khối này đã không chống lại Áo-Hung mà gây Chiến tranh Balkan lần thứ nhất 1912-1913 với Thổ Nhĩ Kỳ. Song do sự phân chia quyền lợi không đều, Chiến tranh Balkan lần thứ hai 1913 lại bùng phát, và Bulgaria là nước bại trận. Đến năm 1914, Thổ Nhĩ Kỳ gần như chỉ có 1 ít ảnh hưởng ở bán đảo này, chủ yếu ở Albania. Áo-Hung lại trở thành kẻ thù lớn của Liên minh Balkan. Serbia, nước theo chủ nghĩa dân tộc mạnh mẽ nhất tại Balkan lúc này đã vận động Chủ nghĩa dân tộc Bosnia là nước có chung đường biên giới với Serbia để đánh đuổi Áo-Hung ra khỏi Balkan. Một phần tử được trợ giúp bởi tổ chức dân tộc Bàn tay đen của Serbia đã ám sát hoàng tử Áo-Hung vào 28 tháng 6 năm 1914. Sau đó, Áo-Hung đe dọa Serbia và 1 tháng sau, Áo-Hung tuyên bố chiến tranh với Serbia vào ngày 28 tháng 7 năm 1914.

### Chiến tranh là tất yếu?
Trong các học giả thế giới khi đề cập nguyên nhân chiến tranh có xuất hiện câu hỏi: Liệu có thể tránh được cuộc chiến tranh này không? Với những nguyên nhân khách quan và chủ quan như vậy thì ở tầm quốc tế và lịch sử nhân loại có thể nói: với trình độ giác ngộ chính trị của nhân loại vào đầu thế kỷ XX, khi tư duy chính trị vẫn là tư duy nước lớn, tư duy đế quốc Chủ nghĩa, khi cách tiếp cận các vấn đề quốc tế luôn theo nguyên tắc "tối đa quyền lợi cho mình, tối thiểu cho đối phương" thì Chiến tranh thế giới thứ nhất là "phải xảy ra và không thể tránh được". Cuộc chiến này sẽ cùng với Chiến tranh thế giới thứ hai sẽ tập cho nhân loại phải suy nghĩ theo kiểu tư duy mới là "cùng tồn tại hoà bình, các bên cùng có lợi". Để nhận thức được như vậy nhân loại phải trả giá gần cả trăm triệu mạng người trong 2 cuộc đại chiến và các cuộc chiến khác trong thế kỷ XX. Đó là bài học chính trị quý giá nhất của đại chiến mà nhiều khi nơi này hay nơi khác bài học đó vẫn còn bị "lãng quên".

### Các quan tâm quyền lợi

#### Các nước tham chiến
- Anh: Chặn đứng tham vọng tranh giành thuộc địa, chia lại thị trường của Đế chế Đức. Ngăn cản ảnh hưởng của nước này, cố gắng giới hạn Đức trong phạm vi châu Âu không để nước này thành cường quốc đại dương đe dọa quyền lợi thương mại thuộc địa của mình. Hạ cấp Đế quốc Ottoman và Đế quốc Áo - Hung xuống thành những cường quốc hạng 2 để chiếm lĩnh quyền lợi tại khu vực Trung Cận Đông rất nhiều dầu mỏ.
- Pháp: Cũng giống như Anh nhưng ngoài ra còn để phục thù Chiến tranh Pháp-Phổ 1870-1871 quyết giành lại 2 tỉnh Alsace và Lorraine từ Đức. Hạ bậc Đế quốc Đức để trừ mối hoạ sau này (sau chiến tranh phía Pháp đề nghị trong Hội nghị Versailles một hình thức bồi thường chiến phí khủng khiếp để Đức không bao giờ ngóc đầu dậy được).
- Nga: Loại bỏ sự can thiệp và ảnh hưởng của Đức tại Ba Lan, Ukraina và vùng Baltic, loại bỏ sự cản trở của Đế quốc Ottoman khỏi Kavkaz và Balkans và loại bỏ sự xuất hiện của Áo-Hung tại Balkan. Xâm chiếm các vùng ảnh hưởng của Ottoman và Áo-Hung.
- Đức: Thoát khỏi sự kiềm tỏa của Anh-Pháp, đòi hỏi 1 thị trường, thuộc địa tương xứng với tiềm lực cường quốc thế giới của mình. Mở rộng vùng ảnh hưởng của mình về phía Đông tại Ba Lan, Ukraina, Baltic, sau đó là Phần Lan.
- Áo – Hung: Nỗ lực cuối cùng chứng tỏ mình còn là 1 cường quốc, cố giữ lại những gì còn giữ được trước sự nhòm ngó của các cường quốc khác. 2 địch thủ trước mắt của Áo – Hung là Nga và Ý.
- Ý: 1 cường quốc đang lên nhưng chưa định hình, muốn có 1 vai trò và tiếng nói lớn hơn ở châu Âu và đặc biệt tại Balkans. Trở lực chính của nước này đầu tiên là Anh sau đó định hướng lại chĩa mũi nhọn đấu tranh vào Áo - Hung.
- Ottoman: Là 1 đế chế lâu đời và lạc hậu ở Trung Cận Đông bị chèn ép ở Cận Đông (Anh, Pháp) và tại Kavkaz và Balkans (Nga). Đây là nỗ lực cuối cùng để duy trì đế chế.
- Nhật Bản: Cũng là 1 cường quốc đang lên. Sau Chiến tranh Nga-Nhật, Nhật Bản trở thành cường quốc và có tham vọng được xâm chiếm cả Trung Quốc, gây ảnh hưởng ở Đông Nam Á. Sau khi ký kết Hiệp ước Anh-Nhật 1902, Nhật Bản chĩa súng vào Đức và Áo-Hung.

Ngoài ra các đế quốc quân chủ Nga, Đức, Ottoman, Áo-Hung, Nhật Bản muốn dùng chiến thắng trong chiến tranh với tinh thần yêu nước dâng cao để trì hoãn cải cách dân chủ, xã hội trong nước.

#### Các nước đồng tham chiến khác
- Hoa Kỳ: Giống như Ý và Nhật, Hoa Kỳ cũng là 1 cường quốc đang nổi. Hoa Kỳ muốn có ảnh hưởng lớn hơn trên thế giới, và yêu cầu các nước tôn trọng quyền lợi của Hoa Kỳ trên toàn cầu, trong đó có cả châu Âu, châu Á và châu Phi. Đức và Anh không ủng hộ lắm về việc này. Ban đầu Hoa Kỳ không tham chiến, chỉ đứng ngoài bán vũ khí thu lợi nhuận. Nhưng đến cuối năm 1917, nhận thấy nếu Đức thắng lợi thì các quyền lợi của Hoa Kỳ ở châu Âu sẽ bị đe dọa, nước này quyết định tham chiến cùng Anh và Pháp.
- Brazil: Từng là 1 đế quốc, song Brazil vẫn không từ bỏ tham vọng được gây ảnh hưởng trên thế giới. Brazil đã có ý định can thiệp vào chiến tranh từ năm 1914, nhưng phải chờ khi Hoa Kỳ tuyên chiến, thì Brazil mới vào cuộc.
- Romania: Là 1 quốc gia được Nga giải phóng khổi ách cai trị của người Thổ, Romania có tham vọng được tham chiến cùng Nga trong chiến tranh. Romania muốn có ảnh hưởng ở vùng Transilvania vốn đang bị kiểm soát bởi Áo-Hung và gây ảnh hưởng lên các nước Balkan khác và giành lấy vùng Wallachia khỏi tay người Áo-Hung.
- Bulgaria: Là nước mạnh nhất vùng Balkan. Bulgaria nung nấu tham vọng phục thù sau Chiến tranh Balkan lần 2 bằng việc đòi lại quyền lợi ở Macedonia và bán đảo Tiểu Á.
- Hy Lạp: Muốn chiếm lại đảo Síp và cố đô Constantinople-những vùng đất đã mất dưới tay người Thổ.
- Bồ Đào Nha: Theo Anh, không muốn chia thị trường cho Đức.
- Bỉ: Có quyền lợi giống như Anh, nhưng do lãnh thổ nhỏ và dân số ít nên chấp nhận trung lập. Song vì Đức xâm lược nên Bỉ tuyên chiến. Ngoài ra Bỉ còn muốn giành lấy phần còn lại của vùng Wallonie khỏi tay Đức.
- Serbia: Là nước mang nặng Chủ nghĩa dân tộc nhất vùng Balkan. Serbia muốn chiếm toàn bộ Balkan, chủ yếu là Bosnia, Croatia và Slovenia khỏi tay Áo-Hung.

#### Các nước trung lập có liên quan
- Tây Ban Nha: Là 1 cựu đế quốc đã suy yếu và khủng hoảng trầm trọng, thậm chí nặng hơn Nga, Tây Ban Nha đã vậy còn thua trận trong chiến tranh với Hoa Kỳ. Khi cận kề chiến tranh, vua Alfonso XIII đã quyết định trung lập. Tuy vậy, Tây Ban Nha dường như khá ủng hộ Đức để phục thù Anh và Hoa Kỳ-những nước có mâu thuẫn gay gắt với Tây Ban Nha trong lịch sử.
- México: Là quốc gia có biên giới chung với Hoa Kỳ. Sau Chiến tranh Hoa Kỳ-México, México đã bị Hoa Kỳ cướp mất một phần lãnh thổ lớn ở phía Bắc mà ngày nay đã sáp nhập vào Hoa Kỳ. México có tham vọng trả thù Hoa Kỳ nên đã dẫn đến xung đột. Tuy nhiên, cuộc Cách mạng Mexico đã khiến Mexico lục đục, dẫn đến 2 phe phái thân Mỹ-Anh và thân Đức, trong đó, Pancho Villa, 1 người theo Chủ nghĩa dân tộc, đã ủng hộ Đức chống lại Hoa Kỳ trong khi phe chính phủ của Porfirio Díaz và sau đó là Victoriano Huerta thì ủng hộ Anh-Mỹ.
- Hà Lan: Là 1 đế quốc già và ốm yếu, nhưng Hà Lan đã tránh xung đột thành công với Đức và sau đó là Anh. Khi gần xảy ra xung đột giữa Anh và Đức, Hà Lan, bất chấp được Anh mời chào, vẫn tuyên bố trung lập.
- Thụy Điển: Giống Brazil, Thụy Điển là 1 cựu đế quốc, song lại thiếu tham vọng. Khi gần chiến tranh, Thụy Điển cũng tuyên bố trung lập, song thái độ của Thụy Điển, cùng với Tây Ban Nha, lại khá ủng hộ Đức vì lý do: thù địch dai dẳng với Nga trong lịch sử, chủ yếu về lãnh thổ Phần Lan. Thụy Điển đã cho các tàu chiến và tàu ngầm Đức đóng quân tại các căn cứ hải quân của Thụy Điển.
- Đan Mạch: Năm 1864, liên quân Áo-Phổ đã đưa quân tấn công Đan Mạch và thắng lớn trong Chiến tranh Schleswig lần hai. Từ đó, Đan Mạch liên tục thù hằn Phổ và sau đó là Đức, nên tuy tuyên bố trung lập, song Đan Mạch vẫn ngầm ủng hộ Anh. Thêm nữa là xích mích với Thụy Điển cũng khiến Đan Mạch thêm thù địch với Đức.
- Na Uy: Là 1 vương quốc độc lập nhưng lệ thuộc Thụy Điển, Na Uy tỏ ra ủng hộ Thụy Điển hơn so với các nước khác. Khi xảy ra nguy cơ chiến tranh, Na Uy và Thụy Điển tuyên bố trung lập, nhưng ủng hộ Đức.
- Ba Tư: Ba Tư, dưới sự lãnh đạo của triều đại Pahlavi, đã liên tục bị châu Âu chèn ép. Tuy nhiên, triều đình ở đây lại bị chính phủ Thụy Điển, 1 nước thân Đức, khống chế. Ba Tư muốn đòi lại quyền lợi chính đáng, song do bị Thụy Điển kiểm soát nên liên tục gặp khó khăn.

## Trình tự tham chiến
- 28 tháng 7, 1914: Áo-Hung tuyên chiến với Serbia
- 29 tháng 7, 1914: Nga kéo quân vào Áo-Hung
- 1 tháng 8, 1914: Đức tuyên chiến với Nga
- 3 tháng 8, 1914: Đức tuyên chiến với Pháp
- 4 tháng 8, 1914: Đức kéo quân vào Vương quốc Bỉ
- 4 tháng 8, 1914: Anh tuyên chiến với Đức
- 23 tháng 8, 1914: Nhật Bản tuyên chiến với Đức
- 29 tháng 10, 1914: Ottoman tấn công Nga
- 23 tháng 5, 1915: Ý tuyên chiến với Áo-Hung
- 14 tháng 10, 1915: Bulgari tuyên chiến với Serbia
- 9 tháng 3, 1916: Đức tuyên chiến với Bồ Đào Nha
- 6 tháng 4, 1917: Mỹ tuyên chiến với Đức

## Diễn biến

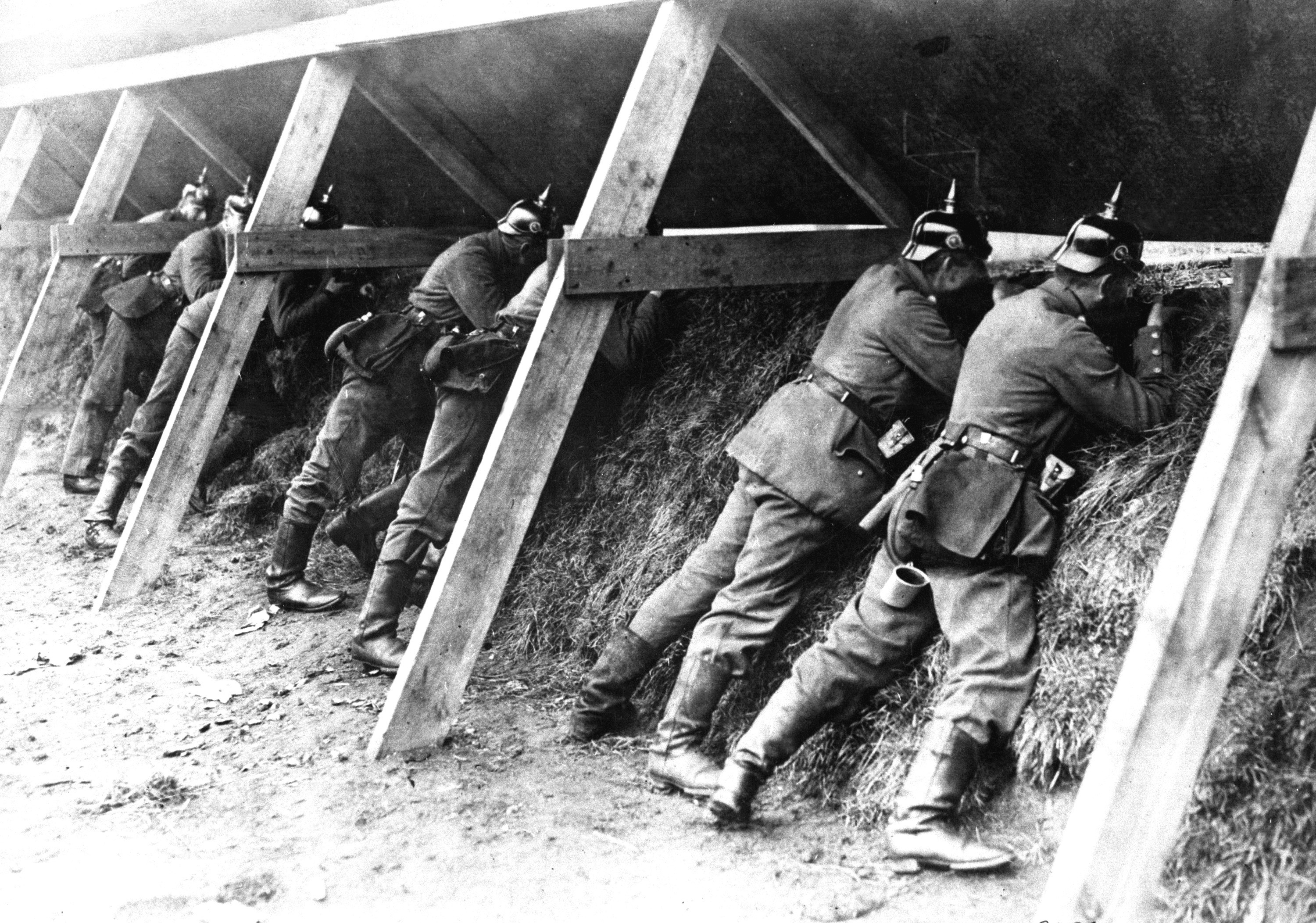
Quân Đức tiến công Bỉ năm 1914

Chiến tranh thế giới thứ nhất diễn ra chủ yếu trên 3 chiến trường chính: Mặt trận phía Tây, Mặt trận phía Đông và Mặt trận phía Nam. Trong đó mặt trận phía Tây giữa liên quân Pháp – Anh chống lại quân Đức có vai trò chính yếu quyết định số phận chiến tranh vì ở đây tập trung binh lực lớn nhất có chất lượng cao nhất của cả hai phía. Mặt trận phía Đông là chiến trường giữa quân Nga chống Đức và Áo – Hung, mặt trận này có quy mô và tầm quan trọng không bằng mặt trận phía Tây và quân Nga thường thất bại trước quân Đức nhưng luôn làm quân đội Đức, Áo - Hung phải chiến đấu trên hai mặt trận không thể huy động tổng lực lực lượng khả dĩ cho 1 chiến thắng quyết định trong chiến tranh. Mặt trận phía Nam có tầm quan trọng thấp chủ yếu với 1 lực lượng quân đội nhỏ bé và chỉ có ý nghĩa khu vực. Mặt trận phía Nam lại phân nhỏ thành các chiến trường:
1. Mặt trận Ý-Áo – đối chọi của quân Ý – Áo tại vùng biên giới hai nước;
2. Chiến trường Balkan: liên quân Đức, Áo – Hung, Bulgaria chống Serbia và về sau có trợ giúp của Anh, Pháp cho Serbia;
3. Chiến trường Trung Cận Đông: Liên quân Anh, Pháp chủ yếu là Anh chống đế quốc Ottoman;
4. Chiến trường Kavkaz: Nga chống Ottoman.

### 1914: Đức phải chiến đấu trên 2 mặt trận
Ngày 1 tháng 8 năm 1914, Đức tuyên chiến với Nga, ngày 3 tháng 8 với Pháp; ngày 4 tháng 8 Anh tuyên chiến với Đức và đổ bộ vào lục địa. Chiến tranh lớn đã nổ ra.

#### Mặt trận phía Tây
Ngày 2 tháng 8 năm 1914, quân Đức chiếm Luxembourg và 2 ngày sau tràn vào Bỉ, vi phạm tình trạng trung lập của nước này để lấy đường tiến vào miền Bắc nước Pháp. Kế hoạch Schlieffen của bộ tổng chỉ huy Đức tính toán rằng: cuộc tấn công bất ngờ qua Bỉ đánh thẳng vào Bắc nước Pháp, là khu vực ít bố phòng, sẽ nhanh chóng loại nước này ra khỏi chiến tranh trong vòng 40 ngày, trước khi quân đội Nga kịp tổng động viên và tập hợp; sau khi đánh tan quân Pháp thì Đức sẽ điều quân quay sang mặt trận phía Đông giải quyết quân Nga và kết thúc chiến tranh.
Khi quân Đức xâm chiếm Bỉ, vì lo ngại sự kháng cự của người Bỉ, đặc biệt là từ các tay súng bắn tỉa (franc-tireurs), quân Đức ngay từ ngày đầu tiên ở Bỉ đã mạnh mẽ chống lại người dân bản địa. Ngay từ ngày 05/08, người Đức không chỉ bắt đầu bắn giết thường dân mà còn hành quyết có chủ ý các linh mục người Bỉ, những người mà Bộ Tuyên truyền Đức khẳng định là đã khuyến khích hoạt động bắn tỉa. Tư lệnh Đức Helmuth von Moltke viết cho người đồng cấp ở Áo của ông, Conrad von Hotzendorff, vào ngày 5 tháng 8: "Quá trình tiến quân của chúng ta ở Bỉ chắc chắn là rất tàn bạo. Nhưng chúng ta đang chiến đấu cho sinh mạng của mình và tất cả những ai cản đường phải chịu hậu quả." Tổng cộng trong gia đoạn tiến công đầu tiên, quân Đức đã giết 5.521 thường dân ở Bỉ và 896 người ở Pháp, cũng vì thế quân Đức bị người Bỉ thù hận và còn làm hại hình ảnh nước Đức trong con mắt của nhiều nhà quan sát nước ngoài.
Kế hoạch Schlieffen là quá sức với Đức: ban đầu quân Đức giành được lợi thế trong các trận đánh biên giới và tiến nhanh về phía Paris hòng đánh chiếm thủ đô nước Pháp, và người Đức sắp sửa giành được chiến thắng lớn nhằm quyết định kết cục chiến tranh. Nhưng khi đi sâu vào đất Pháp, lực lượng Đức dần bị dàn mỏng khiến các chỉ huy quân Đức bắt đầu mắc sai lầm. Ở phía đông, quân Nga cũng bắt đầu tấn công lãnh thổ Đức vào ngày 17 tháng 8, sớm hơn nhiều so với dự kiến của Đức là 40 ngày. Điều này khiến Đức phải rút bớt quân từ mặt trận Pháp để chuyển sang phía đông chặn đánh quân Nga, làm yếu đi lực lượng xung kích đang tấn công vào Pháp.
Thế rồi, trong trận sông Marne lần thứ nhất vào tháng 9 năm 1914 quân Đức đánh bất phân thắng bại với liên quân Pháp - Anh. Quân Đức phải lui binh về cố thủ, quân Pháp quá kiệt quệ nên không thể truy kích, nên cả hai đoàn quân không bên nào có thể giành thế thượng phong. Chiến tranh trên mặt trận phía Tây dần đi vào hình thức chiến tranh chiến hào (Stellungskrieg), và tình hình cứ thế trong suốt 4 năm chiến tranh. Trận đánh kế tiếp tại Aisne còn khốc liệt hơn cả trận sông Marne, diễn ra từ 13-28 tháng 9 năm 1914. Cả hai bên đều mất hàng chục ngàn binh sĩ, nhưng rồi đây vẫn là 1 trận chiến bất phân thắng bại.
Kế hoạch đánh nhanh thắng nhanh của Đức như vậy là đã bị phá vỡ.

#### Mặt trận phía Đông

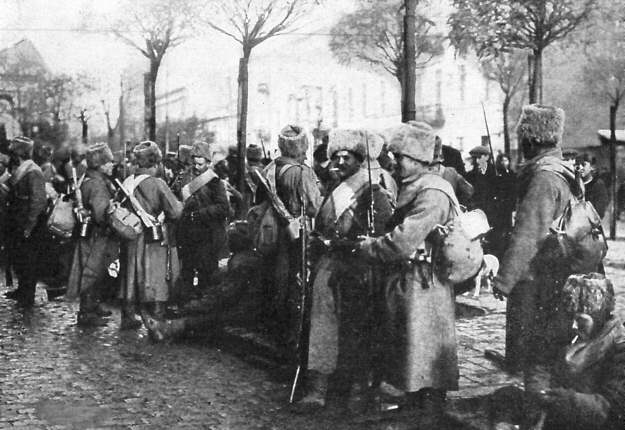
Lính Nga tại Warszawa, nay là thủ đô Ba Lan năm 1914

Để giúp đồng minh đang khó khăn tại mặt trận Pháp – Bỉ, đầu tháng 9 năm 1914 quân đội Nga tổng tấn công trên 2 hướng: Galicia đối đầu với Áo-Hung và đặc biệt là tấn công rất nhanh, mạnh vào Đông Phổ thuộc Đức. Vào ngày 17 tháng 8 năm 1914, quân đội Đức đánh thắng quân Nga trong trận đánh mở đầu tại Stallupönen - 1 chiến thắng nhỏ nhưng có tầm quan trọng về chiến lược. Các cuộc tấn công sau đó của quân Nga đã thắng lợi nhưng thiệt hại nặng về nhân mạng: đánh lui quân đội Đức trong trận Gumbinnen và quân đội Áo – Hung tại Galicia. Đông Phổ có nguy cơ mất vào tay Nga.
Để cứu nguy cho tập đoàn quân số 8 của mình đang phòng thủ Đông Phổ, Đức phải điều bớt những lực lượng xung kích từ phía Tây sang Đông Phổ và kết quả là trong nửa cuối tháng 8, quân Đức do vị tướng Paul von Hindenburg chỉ huy đã đánh tan quân Nga ở trận Tannenberg, Nga mất 30.000 lính và bị bắt 95.000 tù binh, phía Đức chỉ mất 3.436 người chết và 6.800 bị thương. Trận thắng này đã chặn đứng tập đoàn quân số 1 và bao vây tiêu diệt hoàn toàn tập đoàn quân số 2 của phương diện quân Tây Bắc của Nga, tư lệnh tập đoàn quân số 2 là tướng Aleksandr Samsonov buộc phải tự sát, quân Nga bị đuổi khỏi Đông Phổ. Đây là 1 chiến thắng lớn của quân lực Đức trong suốt Đại chiến thứ nhất, có ảnh hưởng lớn đến tinh thần của dân tộc Đức, là trận đánh đáng ghi nhớ trong lòng toàn dân Đức thời đó. Quân Đức cũng đánh bại quân Nga trong trận Lyck vài ngày sau đó. Tuy nhiên, về mặt chiến lược thì cuộc tấn công của Nga đã diễn ra sớm hơn nhiều so với dự tính của Đức, khiến Đức phải rút bớt những lực lượng xung kích từ mặt trận Pháp, qua đó góp phần phá vỡ chiến lược "đánh nhanh thắng nhanh" của Đức và giảm bớt gánh nặng cho quân Anh-Pháp đang bị Đức áp đảo.
Ở phía đông nam thì quân Áo – Hung lại để quân Nga đánh tan nát ở Trận Lemberg (1914). Quân đội Áo - Hung thất bại nặng nề với 450.000 thương vong (100.000 chết, 220.000 bị thương và 130.000 bị bắt làm tù binh), trong khi Nga bị tổn thất khoảng 240.000 người (bao gồm 40.000 bị bắt làm tù binh). Một số người Tiệp Khắc và người Slav không chịu chiến đấu cho quân đội Áo-Hung nên đã ra đầu hàng hàng loạt. Kết thúc năm 1914 tại chiến trường Đông Âu, quân Nga chiếm lĩnh toàn bộ vùng phía đông của Galicia chạy dài tới chân núi Carpathian. Người Nga suýt nữa đã tiến được đến bình nguyên Hungary vào cuối tháng 9 nhưng họ đã dừng tiến quân vì hậu cần gặp khó khăn và bị tổn thất nặng.
Quân Nga rõ ràng chưa chuẩn bị tốt cho chiến tranh, trình độ sĩ quan và binh lính lạc hậu nên không thể chống lại các cuộc tấn công có tổ chức tốt của Đức, nhưng Đức lại phải chống chân cho Đế quốc Áo-Hung bị coi là "bất tài". Quân đội Nga phải chuyển sang phòng ngự. Quân Đức cũng không tấn công thêm, mặt trận phía Đông đi vào ổn định. Chỉ trong 1 năm 1915, hơn 1 triệu quân Nga bị liên quân Đức - Áo bắt giữ, nhưng hơn 1 triệu lính Áo-Hung và Đức cũng đã bị Nga bắt giữ làm tù binh.
Như vậy Quân đội Đức đã phải bị động đánh nhau trên 2 mặt trận và kế hoạch đánh nhanh thắng nhanh của nước này đã thất bại. Các bên tham chiến đi vào chiến tranh chiến hào. Thực chất, đây không phải là lần đầu tiên người Đức phải chiến đấu trên 2 mặt trận: trong cuộc Chiến tranh Bảy năm (1756 - 1763), Vương quốc Phổ dưới sự lãnh đạo tài tình của vua Friedrich II Đại Đế (1712 - 1786) cũng đã lâm vào tình trạng "lưỡng nan thọ địch" (người Phổ đã chiến thắng cuộc chiến tranh này do nữ hoàng Nga qua đời đột ngột khiến liên quân Nga-Áo-Pháp bị mâu thuẫn nội bộ).

#### Diễn biến ở các chiến trường khác trong năm 1914
Đế quốc Nhật Bản lợi dụng việc các cường quốc đang tham gia cuộc chiến tranh ở Châu Âu đã quyết định thực hiện kế hoạch bành trướng ở Viễn Đông. Ngày 15 tháng 8 năm 1914, Nhật Bản gửi tối hậu thư cho Đức đòi nước này chuyển cho Nhật Bản vùng Giao Châu (Trung Quốc) và hạn cho Đức phải trả lời trong 8 ngày. Đức không trả lời tối hậu thư của Nhật Bản nên ngày 23 tháng 8 năm 1914, Nhật Bản tuyên chiến với Đức và nhanh chóng chiếm Giao Châu và tuyến đường sắt Thanh Đảo-Tế Nam (Trung Quốc) và 1 loạt hòn đảo là thuộc địa của Đế chế Đức tại Thái Bình Dương. Ngày 11 tháng 11 năm 1914, Thanh Đảo, thuộc địa của Đức ở Trung Quốc, đã đầu hàng Nhật Bản sau 43 ngày bị bao vây. Sau những hoạt động quân sự này, Nhật Bản không có hoạt động nào khác tham gia Chiến tranh thế giới lần thứ nhất.
Ngày 21 tháng 9 năm 1914, quân Úc chiếm New Guinea là thuộc địa của Đế chế Đức ở Thái Bình Dương. Ngày 5 tháng 11 năm 1914, quân Đức chiến thắng quân Anh ở Đông Phi thuộc Đức (nay là Tanzania). Năm ấy,Sultan Ottoman là Mehmed V phản đối liên minh Đức - Ottoman. Nhưng rồi, theo lời khuyên của Bộ trưởng Chiến tranh Ismail Enver, Mehmed V với tư cách là Sultan kiêm Khalip phát động Thánh chiến (Jihad) chống phe Hiệp ước.

### 1915 – 1916: Đức chủ động tấn công
Sau thất bại của kế hoạch năm 1914 nhằm loại Pháp ra khỏi vòng chiến, nước Đức đã rơi vào thế bị động: tiềm năng kinh tế quân sự không bằng liên minh Anh – Pháp – Nga mà lại thực tế phải một mình đối đầu trên 2 mặt trận. Tình trạng này càng kéo dài thì càng bất lợi cho Đức. Để thoát thế kẹt trên 2 mặt trận, năm 1915 Đức tấn công quy mô lớn ở phía Đông để loại Nga ra khỏi chiến tranh và năm 1916 tổng tấn công để loại Pháp nhưng đều không thành. Trong 2 năm này đánh nhau rất to, thương vong của 2 bên là cực lớn, nhất là năm 1916 tại mặt trận phía Tây.

#### Mặt trận phía Đông 1915 – 1916
Năm 1915, nước Đức quyết định tập trung lực lượng tấn công để loại Nga ra khỏi vòng chiến, xoá bỏ mặt trận phía Đông. Quân Đức trên mặt trận phía Tây chủ động chuyển sang phòng ngự trước liên quân Anh, Pháp và từ tháng 4 đến tháng 8 năm 1915 để dồn binh lực sang mặt trận phía Đông, đánh đòn tiêu diệt đối với quân đội Nga.
Sau hơn nửa năm chiến tranh, điểm yếu của Nga lộ rõ: Quân Nga không chuẩn bị đầy đủ cho một cuộc chiến tiêu hao lâu dài. Nền công nghiệp Nga khi đó có quy mô nhỏ hơn so với Anh, Pháp và Đức, do vậy sản xuất vũ khí đạn dược không theo kịp nhu cầu của chiến tranh. Quân Nga lâm vào cảnh thiếu súng đạn (Tháng 12 năm 1914, quân đội Nga có 6.553.000 quân nhưng chỉ có 4.652.000 khẩu súng trường, đến cuối cuộc chiến thì quân Nga phải sử dụng tạp nham 10 loại súng trường nhập khẩu khác nhau, mỗi thứ bắn một loại đạn, trong khi đạn pháo thì liên tục thiếu hụt). Năm 1914. cả quân đội Nga chỉ có không hơn 679 ô tô vận tải và hai xe ô-tô cứu thương. Hệ thống liên lạc thì lạc hậu: Quân đoàn 2 của Samsonov có 130.000 quân mà chỉ có 25 điện thoại, một vài máy mã hóa thường trục trặc giữa chừng, và kết quả là chỉ huy Nga thường phải cưỡi ngựa đi thị sát tình hình giống như hồi đầu thế kỷ 19. Mặt khác, tình trạng lạc hậu của nước Nga thời đó ảnh hưởng xấu đến chất lượng quân đội: 60% các hạ sỹ quan xuất thân từ nông dân, rất ít người có trên 4 năm học vấn và gần như chưa ai trải qua đào tạo quân sự bài bản, phần lớn lính Nga thì bị mù chữ, nhiều người thậm chí không biết lắp đạn súng trường, do vậy khó có thể đào tạo họ sử dụng hiệu quả các loại vũ khí phức tạp trong chiến tranh hiện đại. Đội ngũ sĩ quan cao cấp Nga thì phần lớn được bổ nhiệm theo kiểu cách quý tộc giống như thế kỷ XIX, nghĩa là dựa vào xuất thân quý tộc và lòng trung thành với Sa hoàng hơn là thành tích chiến trường (ví dụ như Đại Công tước Nikolai được bổ nhiệm làm tổng tư lệnh quân đội Nga bởi vì là chú ruột Nga hoàng, dù thực tế ông ta chưa bao giờ chỉ huy 1 tiểu đoàn và cũng chưa từng tham gia một cuộc chiến nào). Nhiều sĩ quan quý tộc này chẳng những bất tài mà còn đố kỵ, không chịu hợp tác với những chỉ huy có năng lực cao hơn họ.
Vì các nguyên nhân trên, cuộc tấn công của Đức diễn ra thuận lợi và thành công lớn: trong Chiến dịch Gorlice-Tarnów phía nam Ba Lan, liên quân Đức - Áo-Hung tấn công như vũ bão, quân Nga thua lớn, mất khoảng 350.000 binh sĩ và phải rút lui trên toàn chiến tuyến Họ thực hiện cuộc đại rút lui: bỏ Galicia, bỏ Ba Lan và sau đó phải bỏ cả một phần vùng Baltic. Thượng tướng August von Mackensen của Đức, với sự giúp đỡ tài tình của Đại tá Hans von Seeckt, đã làm nên chiến thắng lớn, khiến ông được thăng hàm Thống chế. Chiến dịch Gorlice–Tarnów là một trong những chiến thắng lớn nhất của lực lượng Quân đội Đức trong suốt cuộc Đại chiến thứ nhất này. Tuy thắng lợi to lớn, chiếm được một vùng rộng lớn đất đai của Đế quốc Nga nhưng Đức cũng bị tổn thất nhiều (mất 87.000 quân, chưa kể quân Áo-Hung) và vẫn không thể đạt mục tiêu cuối cùng là buộc Nga ra khỏi chiến tranh. Nga hoàng Nikolai II vẫn quyết tâm theo đuổi chiến đấu đến thắng lợi cuối cùng. Và đến cuối năm 1915 thì binh lực của nước Đức ở phía Đông cũng đã cạn, không thể tấn công thêm nữa. Mặt trận phía Đông đến cuối năm 1915 lại đi vào ổn định của chiến tranh chiến hào.

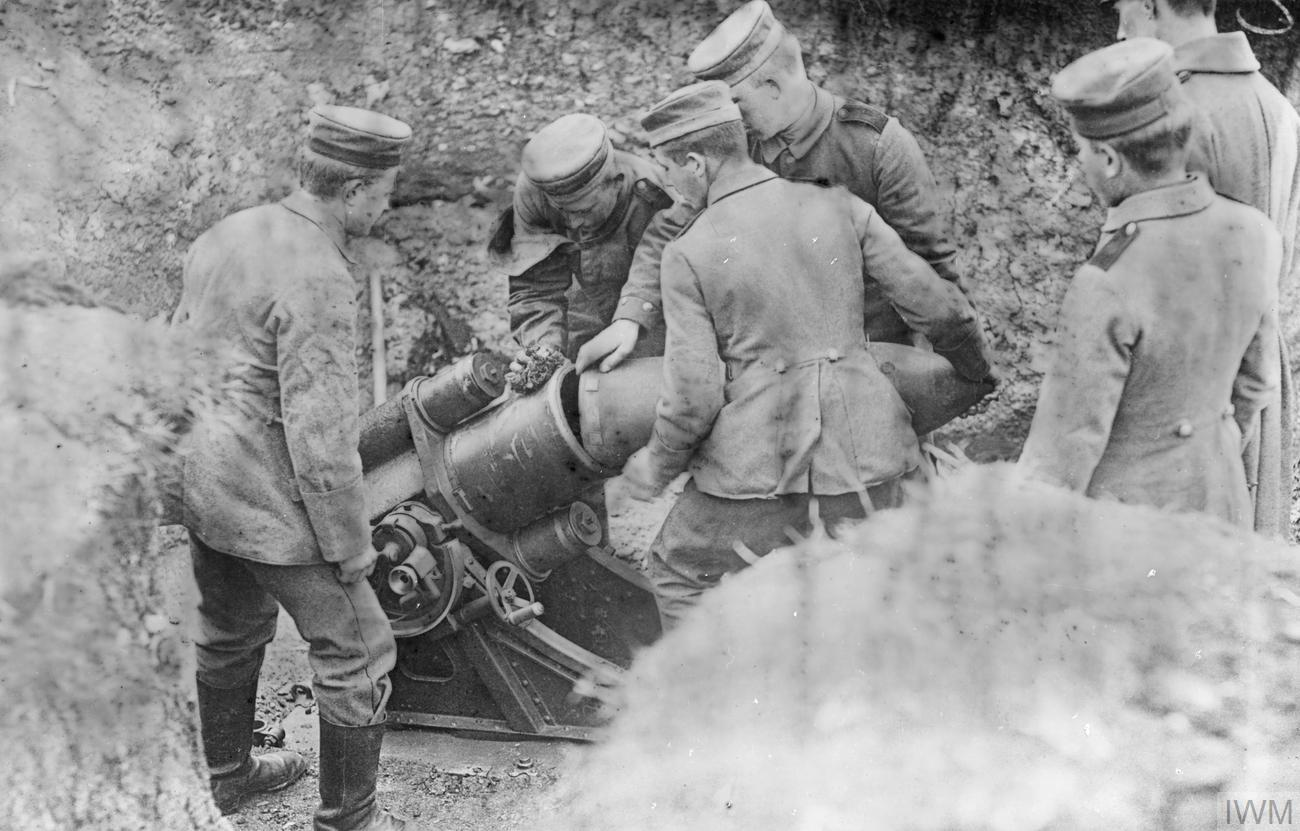
Sĩ quan Đức đang chuẩn bị nạp đạn pháo 250 mm Minenwerfer

Tuy thất bại trong mục tiêu loại Nga ra khỏi chiến tranh, quân Đức vẫn chiếm được nhiều vùng lãnh thổ với 23 triệu dân, trong đó có các vùng kinh tế quan trọng của Nga, khiến sản lượng kinh tế của Nga sụt giảm nghiêm trọng. Đây là một nhân tố sẽ góp phần tạo ra cách mạng lật đổ Nga hoàng sau này.
Từ tháng 6 đến cuối tháng 8 năm 1916, quân đội Nga (phương diện quân Tây Nam, tư lệnh Aleksei Alekseevich Brusilov lại một lần nữa lợi dụng quân Đức đang mải bận đánh trận Verdun bên Pháp tiến hành tấn công thắng lợi lớn tại Galicia, đánh tan tác liên quân Đức và Áo - Hung, bắt được hàng trăm ngàn binh sĩ đối phương. Trong vòng 48 giờ, quân Nga đã xuyên thủng hàng phòng ngự của Áo - Hung dọc theo chiến tuyến dài 80 km, bắt sống hơn 40.000 tù binh. Sau 2 tháng, hơn phân nửa lực lượng Áo- Hung Mặt trận phía Đông bị đánh tan tác, và tướng Conrad, Tham mưu Trưởng Áo, bắt đầu nghĩ đến việc nghị hòa. Tổn thất nặng nề trong chiến dịch này đã thực sự làm quân đội Áo - Hung mất khả năng tiến hành các chiến dịch lớn chống lại khối Hiệp ước. Chiến dịch Brusilov được xem là chiến thắng vẻ vang nhất của quân Nga và phe Hiệp ước trong cuộc chiến. Hơn 1,3 triệu quân Đức, Áo - Hung đã bị tiêu diệt trong chiến dịch này (trong đó hơn 500.000 bị bắt), quân Nga chiếm lại một phần Ukraina và Belarus, khiến Brusilov trở thành người anh hùng của phe Entente trên Mặt trận phía Đông. Tham mưu trưởng Đức, tướng Ludendorff đã gọi đây là cuộc khủng hoảng phía Đông.
Tuy thắng lớn nhưng quân Nga lại không thể thừa thắng xông lên tiêu diệt hoàn toàn quân đội Áo - Hung. Điều này bởi nhiều nguyên nhân: quân Nga đã cạn nguồn lương thực và đạn dược, lại phải điều bớt quân sang giúp đồng minh Rumani, ngoài ra còn có thái độ ganh ghét của các tướng Nga khác với thành công của Brusilov khiến đội quân của ông không nhận được sự hỗ trợ cần thiết. Đầu tháng 7, Tổng chỉ huy Nga chuyển Đội Vệ binh Hoàng gia ưu tú đến hỗ trợ Brusilov. Nhưng chỉ huy của Đội Vệ binh là Tướng Bezobrazov, một quý tộc kiêu ngạo, ông ta không tuân lệnh Brusilov mà cứ ra lệnh cho Đội Vệ binh tấn công qua một đầm lầy lộ thiên, để rồi bị thiệt hại nặng bởi máy bay Đức không kích. Chỉ trong một mệnh lệnh ngu ngốc, Đội Vệ binh tinh nhuệ nhất của nước Nga đã bị tiêu diệt. Trong khi đó, nếu 2 tướng Nga là Evert và Kuropatkin giữ lời hứa tiến quân đồng bộ với Brusilov, mở cuộc tấn công ở phía Tây và Tây-Bắc, thì tiến trình chiến tranh đã đổi chiều hoàn toàn và quân Nga có thể đi đến thắng lợi cuối cùng. Hindenburg sau đó thú nhận rằng nếu Nga mở cuộc tấn công thứ hai thì Chúng tôi ắt hẳn đã đối diện với một sự sụp đổ hoàn toàn. Một lần nữa, quân đội Nga lại lãng phí thời cơ quý giá vì những điểm yếu gây ra bởi những chỉ huy quý tộc. Tướng Brusilov sau này rằng có nhận xét cay đắng là Nước Nga không thể thắng cuộc chiến với thể chế chính quyền hiện thời.
Để cứu vãn tình hình mặt trận phía đông, nước Đức lại phải kéo quân từ mặt trận phía Tây về can thiệp và chặn đứng quân Nga. Quân Nga lại phải rút lui nhưng sau đó Đức phải chuyển quân sang phía Tây, hai bên lại đi vào cầm cự trong chiến hào cho đến khi Nga ra khỏi chiến tranh cuối năm 1917 vì sụp đổ trong phong trào cách mạng.

#### Mặt trận phía Tây 1915 - 1916

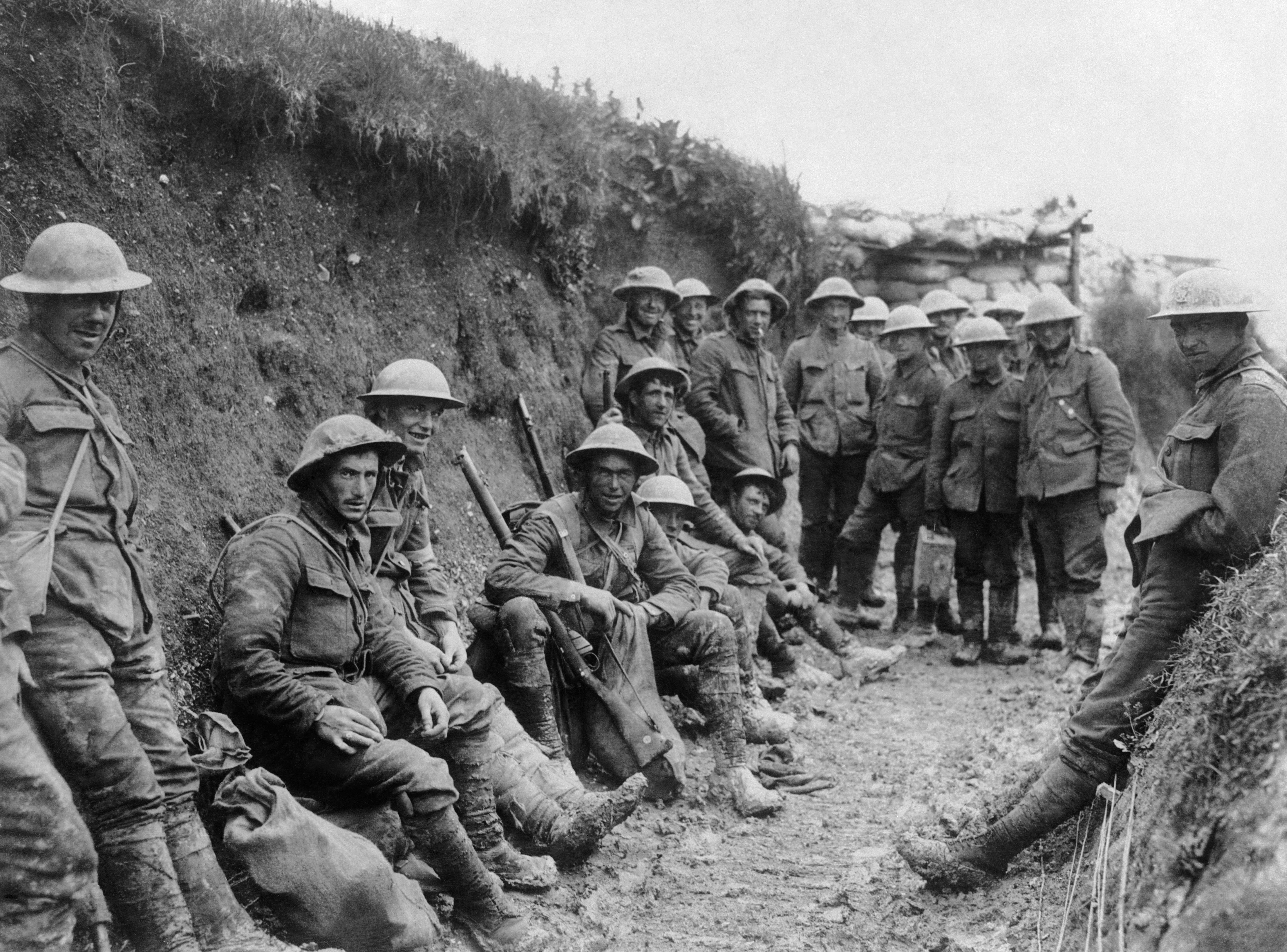
Phút giải lao của binh sĩ Anh trong chiến hào - Chiến trường Sông Somme 1916

Trong các năm 1915, 1916 mặt trận phía Tây đánh nhau cực kỳ quyết liệt nhưng không có nhiều đột biến: các chiến dịch tại Ypres (bắc Bỉ), Champagne và Artois (bắc Pháp) quân hai bên nhiều lần cố gắng chọc thủng phòng tuyến của nhau nhưng đều thất bại. Tại đây đầu tiên là quân Đức đã sử dụng vũ khí hoá học sau đó quân Entente đáp trả gây chết ngạt rất nhiều cho quân sĩ hai bên. Năm 1916, diễn ra trận Verdun nổi tiếng nhất trong thế chiến này, diễn ra trên đất Pháp (từ 21 tháng 2 đến 18 tháng 12 năm 1916) đây là nỗ lực của Đức tấn công đánh bại quân Pháp chiếm Paris loại Pháp ra khỏi chiến tranh: quân Đức tấn công rất mãnh liệt thành cổ Verdun để hướng về Paris và quân Pháp cố thủ đến cùng, hai bên tranh chấp chiến tuyến vô cùng ác liệt, chết vô số nhưng chiến tuyến chỉ dịch chuyển lên xuống được dưới 10 km. Sau này Verdun vì số lượng thương vong quá lớn được gọi là "cối xay thịt". Quân Pháp kiệt quệ và cả hai phe đều không thể thắng được trận đại chiến Verdun này.
Để phản công giải nguy cho Verdun, tháng 9 năm 1916, quân Anh đã tấn công tại trận sông Somme nhưng cũng không có kết quả rõ rệt. Trận này lần đầu tiên trong lịch sử quân sự thế giới quân Anh đã sử dụng xe tăng tấn công và đã đạt hiệu quả chiến thuật rất cao. Nhưng nỗ lực của liên quân Anh - Pháp coi như thất bại, thương vong của 2 bên trong chiến dịch này còn cao hơn cả trận Verdun

#### Tại các mặt trận phía Nam 1915 – 1916
Ngày 23 tháng 5 năm 1915, Ý gia nhập khối Đồng minh ba bên (Anh- Pháp- Nga) để chống Áo. 14 tháng 10 năm 1915 Bulgaria tham gia vào phe liên minh Đức - Áo để chống Serbia. Mặt trận phía Nam tuy quy mô nhỏ nhưng sôi động hẳn lên.
- Chiến trường Ý – Áo: tháng 5 năm 1915 quân Ý mở chiến dịch Isonzo chống quân Áo nhưng thất bại và bị Áo phản công chiếm Gorizia sau lợi thế nhỏ bé này mặt trận Ý – Áo đi vào ổn định cho đến tận cuối năm 1917.
- Chiến trường Balkans: Chiến thắng vẻ vang của quân Đức trong Chiến dịch Gorlice–Tarnów trên Mặt trận phía Đông tạo điều kiện cho Bulgaria nhảy vào tham chiến.[44] Tại Balkan tháng 10 năm 1915 liên quân Đức – Áo – Bulgaria đánh tan quân Serbia tại Novo Brdo và quân Serbia phải rút lui sâu vào Albania và Hy Lạp. Để cứu nguy cho Serbia và gây áp lực lên Hy Lạp tham gia chống Liên minh Trung tâm, cuối năm 1915 liên quân Anh, Pháp tiến hành chiến dịch đổ bộ lên Salonica của Hy Lạp nhưng nước này không tham gia chống Đức, Áo, Bulgaria. Chiến sự tại mặt trận Balkans tại Salonica ổn định, yên tĩnh lạ thường và các bên dường như không muốn đánh nhau cho đến tận cuối chiến tranh. Người ta gọi mặt trận Salonica là "trại tù binh lớn".
- Chiến trường Trung Cận Đông: từ tháng 2 năm 1915 đến tận tháng 1 năm 1916 liên quân Anh, Pháp mở chiến dịch hải quân đổ bộ rất lớn trong lịch sử chiến tranh thế giới – chiến dịch Dardanelles đổ bộ gần 60 vạn quân để chiếm hai eo biển Dardanelles, Bosporus và thủ đô Istanbul để buộc Đế quốc Ottoman ra khỏi chiến tranh. Người anh hùng dân tộc Mustafa Kemal Atatürk đã xuất binh đập tan tác liên quân Anh-Pháp, làm thất bại chiến dịch của địch.[47] Nhờ đó, Đế quốc Ottoman vẫn đứng vững và giáng trả hiệu quả, Entente ba bên phải di tản quân về Hy Lạp.
- Chiến trường Kavkaz: Tại vùng Kavkaz, quân Nga có lực lượng nhỏ hơn nhưng đã đại thắng quân Ottoman tại trận Sarikamis (từ 29 tháng 12 năm 1914 đến 4 tháng 1 năm 1915) sau đó trong năm 1915, 1916 và cho đến tận cuối năm 1917 khi Nga sụp đổ vì cách mạng, quân Nga tại Kavkaz liên tiếp đánh lui quân Ottoman, tiến lên chiếm xứ nay là Armenia. Vì người Armenia theo Chính thống giáo có cảm tình với Nga nên chính quyền Đế quốc Ottoman đã thi hành chính sách diệt chủng người Armenia làm gần 1 triệu người Armenia chết, chấn động trong dư luận châu Âu và thế giới về Thế chiến I.

### 1917: Năm bản lề
Năm này là năm bản lề của chiến tranh: Tại mặt trận phía tây, liên quân chuyển sang tấn công. Chiến tranh tàu ngầm không hạn chế trên biển, Hoa Kỳ tham chiến chống Đức. Cách mạng tại Nga làm nước này rời bỏ chiến tranh.

#### Quân Anh-Pháp-Nga chuyển sang tấn công
Trong năm 1917 lợi thế đã nghiêng sang phía Anh-Pháp-Nga ba bên, vòng vây trên biển siết chặt kinh tế Đức của Hải quân Hoàng gia Anh đã cho thấy các kết quả. Liên quân Pháp-Anh liên tục mở các cuộc tấn công lớn trên tất cả các mặt trận.

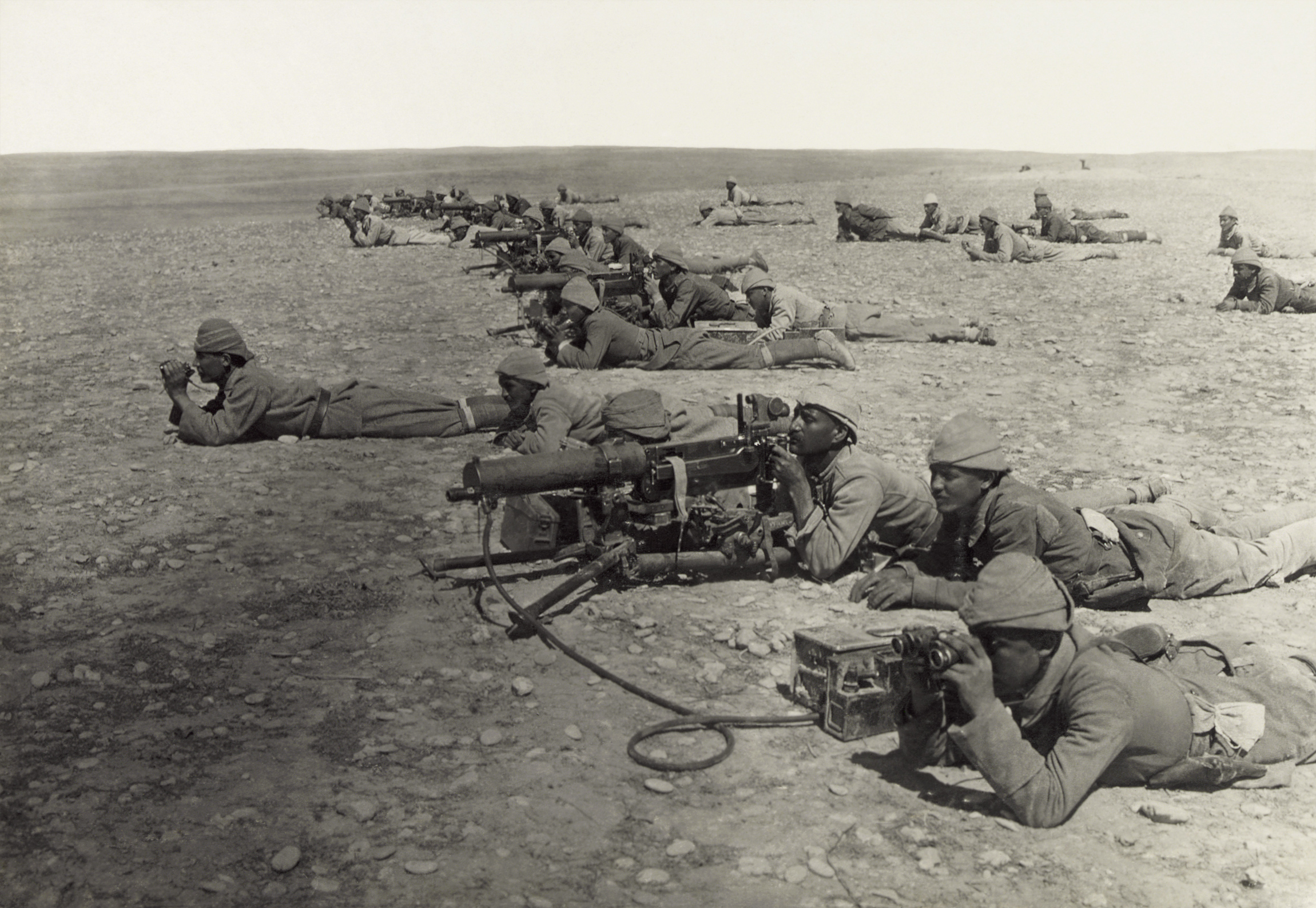
Một quân đoàn súng máy của đế quốc Ottoman tại tuyến phòng thủ Tel esh Sheria và Gaza vào năm 1917

- Chiến trường Trung Cận Đông: quân Anh liên tiếp chiến thắng quân Ottoman và chiếm Baghdad (Iraq) tháng 3 năm 1917 và tổ chức thành công chiến dịch Sinai và chiến dịch Palestine chiếm Jerusalem vào tháng 12.
- Chiến trường Ý – Áo: tại chiến trường này cuối năm 1917 khi cách mạng nổ ra ở Nga, không còn mặt trận phía Đông, quân Đức – Áo được tiếp viện một lực lượng hùng hậu trong đó có các đơn vị xung kích của Đức làm nòng cốt, đã tổ chức chiến dịch Caporetto (26 tháng 10 năm 1917) và đã thắng lợi vang dội tiêu diệt 6 vạn quân và bắt gần 30 vạn quân Ý. Quân Anh, Pháp phải cứu viện lập phòng tuyến cố thủ tại sông Piave. Và thế trận dừng lại ở đây cho đến hết chiến tranh. Tuy thắng lợi của Đức, Áo tại Caporetto rất to lớn nhưng vai trò thứ yếu của mặt trận Ý – Áo không làm đảo lộn thế chiến lược của chiến tranh và thực lực của phe Trung tâm cũng không cho phép phát triển thành quả.

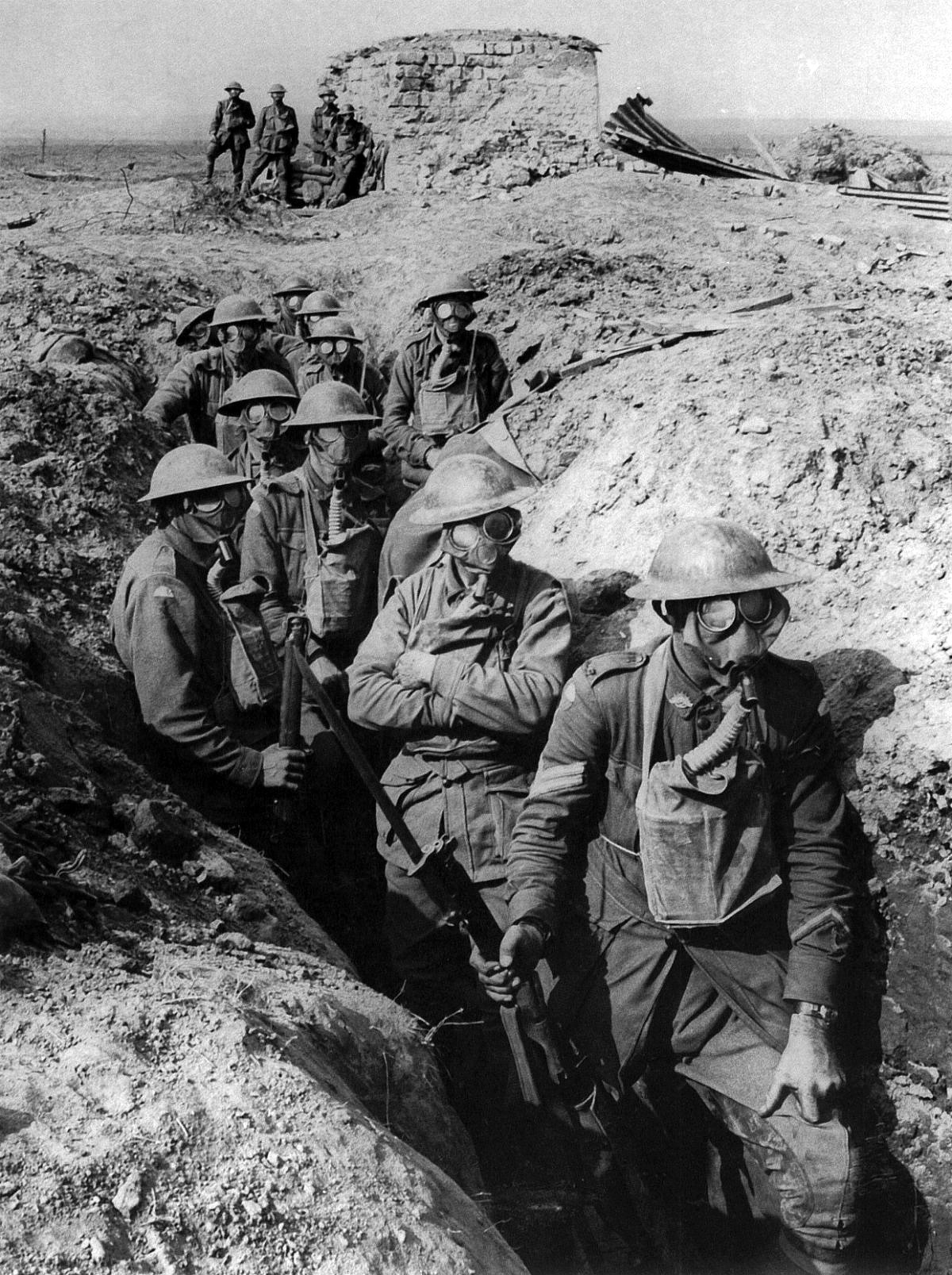
Lính Úc trên mặt trận phía tây - Ypres 1917, họ đeo mặt nạ chống hơi ngạt

- Mặt trận phía Tây: Liên quân Anh, Pháp đã nắm quyền chủ động chiến trường, trong năm 1917 tại mặt trận này chỉ có họ tấn công nhưng không thể chọc thủng nổi tuyến phòng thủ rắn chắc của quân Đức. Các cuộc tấn công tại Verdun, Ypres, Cambrai với việc sử dụng ồ ạt xe tăng đều thất bại. Đặc biệt từ 9 tháng 4 đến 5 tháng 5 năm này quân đội Pháp mở chiến dịch Nivelle (theo tên của Tổng tư lệnh quân đội Pháp Robert Nivelle – người soạn thảo kế hoạch) với số lượng áp đảo gấp 2 lần quân Đức, kết quả: với số thương vong 50 vạn và đã thất bại và ngày nay trận này được gọi là "lò mổ của Nivelle". Đến cuối năm 1917 phòng tuyến Đức tại mặt trận phía Tây vẫn chưa thể phá vỡ nổi.

#### Chiến tranh tàu ngầm không hạn chế
Sau này nhiều nhà nghiên cứu Anh đã công nhận Anh thực tế đã trên nguy cơ thua trận nếu chiến tranh tàu ngầm của Đức hiệu quả hơn nữa. Ban đầu Đức trông cậy vào hạm đội tàu nổi của mình nhưng hạm đội Đức không thể đua tranh được với hạm đội hùng hậu của Hải quân Hoàng gia Anh nên nhiệm vụ bóp nghẹt kinh tế Anh được giao cho hạm đội tàu ngầm rất nổi tiếng của Đức. Đức chạy đua với thời gian xây dựng lực lượng tàu ngầm và sử dụng chúng hiệu quả để đánh phá tuyến vận tải biển quan trọng sống còn đối với Anh.
Tàu hàng Andex của Anh trúng ngư lôi của tàu ngầm Đức. Để tăng hiệu quả áp lực lên Anh tháng 2 năm 1917 Tổng tham mưu trưởng Đức Erich Ludendorff thuyết phục được Thủ tướng Đức (Chancellor) tuyên bố chiến tranh tàu ngầm không hạn chế chống mọi tàu của mọi quốc tịch chuyên chở tiếp tế cho Anh. Lượng trọng tải tàu bị đánh chìm tăng lên nhanh chóng đạt mức trung bình 500.000 tấn/tháng và đạt đỉnh trong tháng 4 năm 1917 là 860.000 tấn. Nước Anh trước nguy cơ bại trận: tình hình rất nghiêm trọng, đã có nạn đói trong nước. Từ tháng 8 năm 1917 Anh áp dụng chiến thuật vận tải mới là hạm đội áp tải để vô hiệu hoá đòn đánh của tàu ngầm và chiến thuật này là cực kỳ hiệu quả và nước Anh đã thoát hiểm hoạ chết đói. Nhưng để đối phó lại, tàu ngầm Đức áp dụng chiến thuật "nổi lên đánh đêm": hạm đội Anh chỉ hiệu quả chống tàu ngầm khi chúng bị phát hiện dưới mặt nước hoặc bị nổi lên ban ngày. Khi vào ban đêm tàu ngầm Đức nổi lên bơi lẫn vào đoàn tàu vận tải thì Hải quân Anh không biết cách làm thế nào. Đây là chiến thuật rất hiệu quả của Đức và nếu chiến tranh kéo dài chưa biết kết quả sẽ thế nào: Các tàu ngầm Đức luôn theo sát các đoàn convoy của Anh nhưng thay vì tấn công, chúng chờ đến đêm nổi lên bơi lẫn vào đoàn tàu vận tải, áp mạn ở cự ly gần và dùng pháo lần lượt tiêu diệt từng chiếc một. Một thảm hoạ cho hình thức convoy của Anh.

#### Hoa Kỳ tham chiến
Hoa Kỳ từ đầu thế kỷ XX theo đuổi chính sách không can thiệp và giữ trung lập trong chiến tranh. Nhưng do phần lớn người Mỹ là con cháu của những người Anh di cư sang nên tâm lý nhân dân và chính giới Hoa Kỳ luôn giành tình cảm cho người Anh nên dù vẫn giữ quan hệ với Đức, Hoa Kỳ luôn dành cho Anh những thuận lợi để duy trì chiến tranh.

Quân Mỹ tham chiến ở miền Bắc nước Pháp trong năm 1918

Ban đầu, Hoa Kỳ không muốn tham gia chiến tranh, họ chỉ muốn đứng ngoài thu lợi từ các hợp đồng xuất khẩu hàng hóa cho các nước tham chiến. Các khoản chi phí quân sự cực lớn của các nước châu Âu đã đem lại lợi nhuận cực kỳ lớn cho các công ty Mỹ (bằng việc bán lương thực, đồ dùng và cho vay nặng lãi đối với các nước tham chiến). Đến năm 1917, xuất khẩu của Mỹ đã tăng 2,5 lần so với mức trước chiến tranh (từ 825 triệu USD lên 2,25 tỷ USD), chủ yếu là nhờ xuất khẩu hàng hóa sang châu Âu. Giữa năm 1914 và 1917, sản xuất công nghiệp Mỹ tăng 32% và GNP tăng gần 20%, trái ngược hẳn với tình trạng suy thoái trước chiến tranh. Riêng hãng thép Bethlehem Steel đã xuất khẩu 500.000 tấn vỏ thép và 20,1 triệu viên đạn pháo cho Anh và Pháp trong giai đoạn 1914-1917.
Các khoản cho vay từ các tổ chức tài chính Mỹ đến các nước châu Âu cũng gia tăng mạnh trong thời chiến tranh. The House of Morgan cung cấp kinh phí cần thiết cho chiến phí của Anh và Pháp. Từ năm 1914 trở đi, các ngân hàng Morgan ở New York, được chỉ định là đại diện tài chính cho chính phủ Anh, và sau đó đóng một vai trò tương tự đối với Pháp.
Trong khi thế giới tập trung chú ý vào chiến trường châu Âu, Hoa Kỳ ngày càng lo ngại rằng Đức có thể giành chiến thắng. Vào đầu thế kỷ XX, với tham vọng đánh chiếm thuộc địa ngày càng tăng, sự hiện diện của Đức ở Haiti gia tăng. Năm 1915, tổng thống Woodrow Wilson từng phải gửi Thủy quân lục chiến Mỹ tới Haiti, nhằm bảo vệ các tài sản của Mỹ trong khu vực và ngăn chặn một cuộc xâm lược của Đức và lãnh thổ này. Đầu năm 1917, Đế quốc Nga sụp đổ còn Đế quốc Anh thì đang tổn thất nặng do tàu ngầm Đức, chiến sự đảo chiều có lợi cho phe Đức. Nếu Đức chiến thắng trong thế chiến, nước này sẽ là bá chủ châu Âu, và mục tiêu tiếp theo của Đế quốc Đức chắc chắn sẽ là các thuộc địa ở Nam Mỹ, vùng mà Hoa Kỳ vẫn luôn coi là khu vực ảnh hưởng quan trọng nhất của mình. Ngoài ra, 3 tỷ USD (tương đương 50 tỷ USD thời giá 2015) mà Mỹ đã cho Anh, Pháp vay để làm chiến phí sẽ mất trắng. Do đó, Mỹ ngày càng muốn tham gia vào chiến tranh để hỗ trợ cho Anh và Pháp.
Với việc Đức tuyên bố chiến tranh tàu ngầm không hạn chế đánh cả vào tàu Mỹ, lại cộng thêm sự kiện bức điện Zimmermann đã làm dư luận Hoa Kỳ hết kiên nhẫn, họ đòi chính phủ tham chiến chống Đức. Ngày 6 tháng 4 năm 1917, Hoa Kỳ cắt mọi quan hệ và tuyên bố chiến tranh với Đức. Vào cuối năm 1918 khi Đức đầu hàng, lực lượng viễn chinh Hoa Kỳ tại châu Âu chưa thật lớn và Quân đội Hoa Kỳ không đóng vai trò chủ đạo trong việc đánh thắng quân Đức trên chiến trường, nhưng rõ ràng với tiềm lực kinh tế rất lớn của mình giúp cho Entente và các mối ràng buộc chính trị, kinh tế nhất là các khoản cho vay với Đức bị dứt bỏ thì sự tham chiến của Hoa Kỳ là một yếu tố cực mạnh có lợi cho Đồng Minh.
Sau chiến tranh, Hoa Kỳ là nước thu lợi lớn trong khi các nước châu Âu thì tổn hại nghiêm trọng. Hoa Kỳ tổn thất gần 50.000 lính tử trận, con số này rất nhỏ so với tổn thất của các nước Anh, Pháp, Đức, Nga. Các nước châu Âu đều bị tàn phá nặng, trong khi lãnh thổ Hoa Kỳ không bị tổn hại gì, lại còn thu được lợi nhuận khổng lồ từ các hợp đồng xuất khẩu hàng hóa cũng như các khoản bồi thường chiến phí từ các nước bại trận. Ngoài ra, Hoa Kỳ còn chiếm thêm được một số thuộc địa từ tay Đế quốc Đức ở khu vực Thái Bình Dương.
Những nguyên nhân nói trên đã giúp kinh tế Hoa Kỳ vượt qua các nước châu Âu kể từ sau thế chiến 1. Trước chiến tranh, Đế quốc Anh sở hữu hơn một nửa trọng tải tàu biển trên thế giới, trong khi Hoa Kỳ chỉ chiếm 5%, nhưng vào cuối Thế chiến, vị thế đó đã được thay đổi. Nước Anh chỉ còn chiếm không quá 35% trong khi Hoa Kỳ sở hữu 30% trọng tải vận chuyển đường biển trên thế giới. Tương tự như vậy, Hoa Kỳ đã đạt được sự thống trị với thị trường than, điều mà Anh đã đánh mất. Vào cuối cuộc chiến tranh, kinh tế các nước châu Âu tham chiến đều bị "hút máu" đến cạn kiệt và lâm vào nợ nần với chủ nợ là Hoa Kỳ. Gần một nửa số vàng dự trữ của thế giới đã chuyển sang nằm trong tay của Hoa Kỳ, các khoản nợ tích lũy của châu Âu với Mỹ đã lên tới trên 18 tỷ USD (tương đương hơn 300 tỷ USD thời giá 2015).

#### Cách mạng tại Nga, Nga rút khỏi chiến tranh

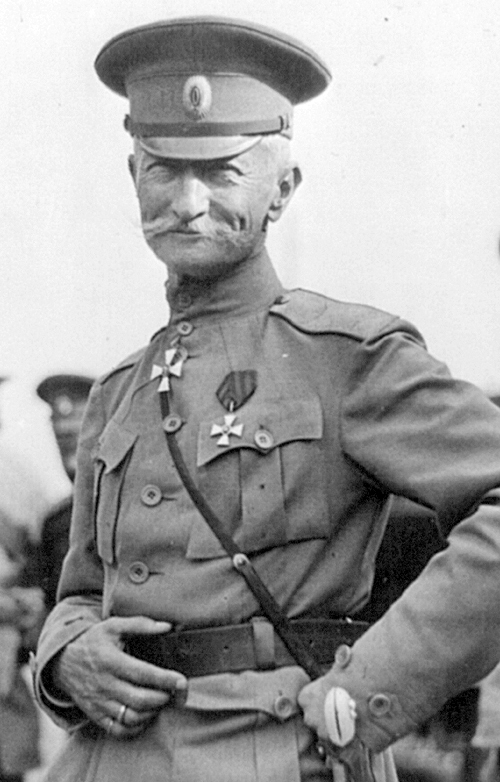
Tướng Nga Brusilov năm 1917

Nền kinh tế của Nga không chịu nổi sức nặng chiến tranh, dân chúng khốn cùng, thất nghiệp, chết đói... Lại cùng những thất bại nặng nề trước quân Đức trên mặt trận, tất cả những cái đó gây bất mãn cao độ trong nhân dân và quân đội. Quân lính đã quá khổ vì chiến tranh lại căm thù tầng lớp sĩ quan quý tộc, không còn lòng ái quốc ban đầu khi mới chiến đấu. Mâu thuẫn nội bộ của quân đội Nga cũng là quá lớn: thậm chí chiến dịch tấn công của tướng Brusilov tháng 6 năm 1916 chống quân Áo – Hung tại Galicia cũng bị các sĩ quan cao cấp khác ghen ghét, không chịu hợp tác.
Nền kinh tế Đế quốc Nga vốn yếu hơn Đức, Anh, Pháp nên không chịu được cường độ cao của cuộc chiến tranh. Lệnh tổng động viên 10 triệu người tham gia nhập ngũ đã làm cho sản xuất nông nghiệp thiếu nhân lực nghiêm trọng nên ngày càng suy thoái. Từ năm 1916 đến 1917, sản lượng lương thực giảm 20%. Nạn mất mùa, đói kém xảy ra khắp nơi. Sản xuất công nghiệp cũng đình đốn trong chiến tranh nên nạn thất nghiệp tăng nhanh. Nền tài chính nước Nga lâm vào tình trạng khủng hoảng. Từ tháng 8 năm 1914 đến tháng 3 năm 1917, triều đình Nga hoàng đã chi vào cuộc chiến 29,6 tỷ Rupee, cao gấp 3 lần tổng thu quốc khố. Để có tiền chi dùng cho cuộc chiến, triều đình liên tục trưng thu những loại thuế mới và tổ chức bán quốc trái trong nhân dân. Tổng số quốc trái tính từ đầu 1914 là 8,8 tỷ Rupee đã tăng lên 36,6 tỷ Rupee vào năm 1917.
Mặt hàng quan trọng nhất là ngũ cốc, các phú nông và thương buôn đã đầu cơ, tích trữ lương thực: giá lương thực tăng cao hơn so với bất kỳ loại hàng hóa khác trong chiến tranh. Năm 1916, giá lương thực tăng cao hơn so với mức lương 3 lần, mặc dù vụ mùa bội thu trong cả hai năm 1915 và 1916. Giá ngũ cốc từ 2,5 rúp được dự đoán sẽ tăng lên đến 25 rúp. Với giá lương thực đắt đỏ, trong suốt năm 1916, người lao động ở đô thị Nga chỉ ăn trung bình khoảng từ 200 đến 300 gram lương thực cho mỗi ngày. Năm 1917, dân cư ở các đô thị của Nga được phép mua chỉ 450 gram bánh mỳ cho mỗi người lớn mỗi ngày. Tới mùa thu năm 1917, nước Nga đã lâm vào một cuộc khủng hoảng kinh tế và chính trị hết sức trầm trọng. Sản xuất công nghiệp chỉ bằng 36,4% so với năm trước. Giao thông vận tải hầu như bị tê liệt. Nạn đói đã xảy ra ở nhiều vùng trong nước, nhất là ở các thành phố. Các mâu thuẫn xã hội càng thêm gay gắt.

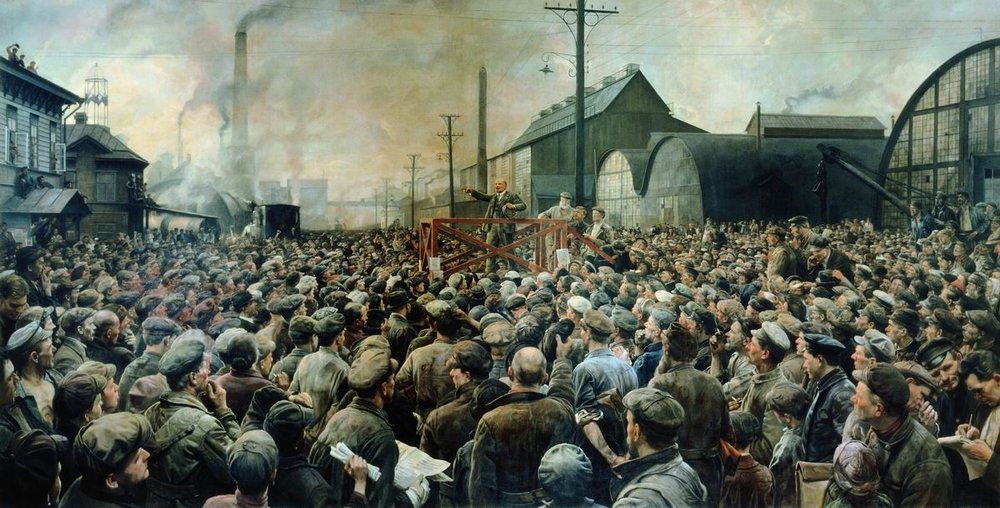
Lenin diễn thuyết kêu gọi nhân dân đứng lên làm cách mạng, tháng 5/1917

Đến năm 1917, người dân Nga đã quá căm giận nhà cầm quyền và không thể chịu nổi gánh nặng chiến tranh, nhất là khi quân Đức chỉ còn cách Thủ đô hơn 100 km. Mặt khác những người Cộng sản Nga (Bolshevik) đã kêu gọi người dân chống chiến tranh đế quốc, "Biến chiến tranh đế quốc thành nội chiến cách mạng". Nhân dân và binh sĩ đã không thể chịu nổi và muốn theo Đảng Bolshevik của Lenin tiến hành cách mạng. Đến tháng 3 năm 1917, Cách mạng tháng 2 đã nổ ra, Sa hoàng thoái vị. Đây là bước chuyển để những người Bolshevik thắng lợi hoàn toàn trong Cách mạng tháng Mười Nga. Tuy giữa hai cuộc cách mạng, nước Nga vẫn còn trong khối Đồng minh ba bên nhưng thực tế sau cách mạng tháng 2, quân đội Nga đã tan rã, không còn kỷ luật, quân sĩ tự bỏ ngũ, tự rút lui, có nơi họ còn truy lùng các sĩ quan mà trước đây họ căm thù để xử lý. Mặt trận phía Đông nhanh chóng biến mất, quân Đức nhân đà tan rã của quân Nga nhanh chóng theo chân kéo sâu vào lãnh thổ Nga để ra yêu sách.

Lãnh thổ Nga mất theo Hiệp ước Brest-Litovsk

Sau Cách mạng tháng 10, Lenin đề nghị các nước tham chiến ngừng chiến tranh ngay lập tức, không đánh chiếm lãnh thổ của nhau, không bắt nhau phải bồi thường chiến phí. "Sắc lệnh về hòa bình" của Nhà nước Xô-viết lên án mọi chính sách đế quốc Chủ nghĩa, phản đối chiến tranh xâm lược, bảo vệ hòa bình và quyền bình đẳng, quyền tự quyết định vận mệnh của các quốc gia, dân tộc trên thế giới. Lênin nêu rõ: "Chiến tranh là một tội ác lớn nhất đối với nhân loại... Chúng ta đấu tranh chống sự dối trá của các chính phủ, trên lời nói thì tất cả đều nói về hòa bình, về công lý, nhưng trong việc làm lại tiến hành những cuộc chiến tranh xâm lược và cướp bóc...". Lần đầu tiên chiến tranh xâm lược của chủ nghĩa đế quốc bị lên án, bị coi là tội ác lớn nhất chống lại nhân loại.
Với việc ký kết hoà ước Brest-Litovsk riêng rẽ với Đức vào ngày 3 tháng 3 năm 1918, nước Nga Xô Viết ra khỏi chiến tranh với những nhân nhượng rất lớn: trao cho Đức vùng Ba Lan, Tây Belarus, Ukraina, các tỉnh Baltic, trả bồi thường 6 tỷ mark vàng cho Đức, ngoài ra nước Nga Xô viết không thể đủ lực lượng để ngăn cản phong trào đòi độc lập của Phần Lan nên đã dễ dàng trao trả độc lập cho nước này. Cuối cùng, Nga đã mất khoảng 842.000 km2 (chiếm 15,4% tổng diện tích trước chiến tranh), nơi sinh sống của 31,5 triệu người (23,3% dân số trước chiến tranh của Đế quốc Nga). Việc nhân nhượng Đức nằm trong dự tính của Lenin rằng nước Đức sẽ sớm thất bại trong thế chiến 1. Kế hoạch của Lenin thực chất là một biện pháp "câu giờ": ký hòa ước để nước Nga thoát khỏi được chiến tranh và tiết kiệm được xương máu của nhân dân. Đến khi Đế quốc Đức sụp đổ thì hòa ước cũng vô hiệu, nước Nga khi đó cũng chẳng còn phải bồi thường chiến phí nữa.
Nhận định này là chính xác khi chỉ 8 tháng sau, nước Đức bại trận và hoà ước Brest-Litovsk trở nên vô hiệu. Sau đó, nước Nga Xô viết đã tiến quân thu hồi lại phía đông Ukraina và Belarus. Nhưng phần tây Ukraina, Tây Belarus đã bị kẻ thù mới là Ba Lan chiếm mất, vùng Berbassia thì bị România chiếm mất. Phải đến trước Thế chiến II, Liên Xô mới nhân lúc Đức đang tấn công mặt trận phía Tây, tranh thủ giành lại các vùng Tây Belarus, Tây Ukraina, Berbassia, Baltic và nhập các vùng này vào lãnh thổ Liên Bang Xô viết.

### 1918:Phe Trung tâm thua trận
Trong năm 1918, Đế chế Đức huy động những nỗ lực tấn công cuối cùng nhưng đều thất bại. Khi Đức đã kiệt quệ các nguồn lực, Đồng minh tấn công tổng lực và giành thắng lợi lớn. Nước Đức đã quá suy kiệt và cách mạng đã nổ ra, lật đổ hoàng đế Đức. Trong khi đó, quân Áo - Hung đại bại tại Ý, ngọn lửa phong trào dân tộc chủ nghĩa đã bùng cháy ở nhiều miền đất trên khắp Đế quốc Áo - Hung. Vào tháng 10 năm 1918, Đế quốc Áo - Hung sụp đổ. Phe Trung tâm đầu hàng.

#### Cuộc tấn công mùa xuân của Đức
Việc Nga rút khỏi chiến tranh khiến cho mặt trận phía Đông kết thúc hoàn toàn, điều này cho phép Đức có thể rảnh tay rút về một lực lượng quân đội lớn để chi viện cho mặt trận phía Tây. Với gần 1 triệu quân Đức đã được chuyển từ phía Đông để tăng viện cho mặt trận phía Tây, Bộ Tổng tham mưu Đức trù tính một trận tổng tấn công thắng lợi trước khi quân đội Hoa Kỳ có thể kịp triển khai.

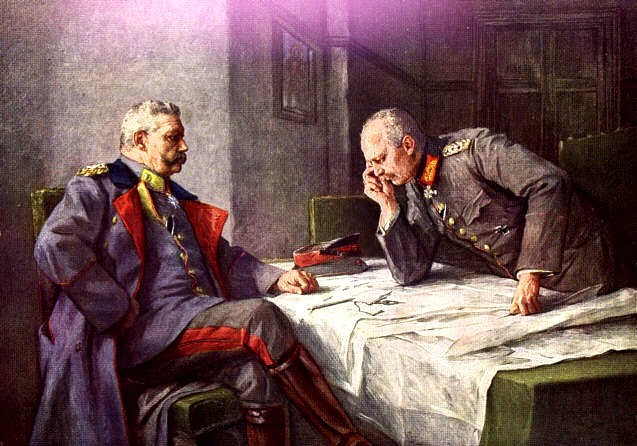
Các chỉ huy của Đức Hindenburg và Ludendorff

Kế hoạch của Đức là đánh vào tuyến phân chia của quân Anh và Pháp tại đầu mối đường sắt Amiens (chiến dịch Michael) chiến dịch bắt đầu 21 tháng 3 năm 1918. Khác với mọi chiến dịch tấn công trước đây, lần này quân Đức áp dụng chiến thuật bộ binh xung kích và thành công lớn, tiến nhanh mạnh về phía trước 60 km. Thủ đô Paris bị uy hiếp, quân Anh-Pháp đã kiệt quệ, thậm chí vua Wilhelm II công bố ngày 24 tháng 3 là ngày hội quốc gia, nhiều người Đức đã thấy thắng lợi đã đến gần. Tuy nhiên sau những trận đánh ác liệt và với việc 1 triệu quân Mỹ đã chính thức tham chiến, quân Đức đã bị chặn đứng với thương vong trong khoảng tháng 3 và tháng 4 là gần 30 vạn người.

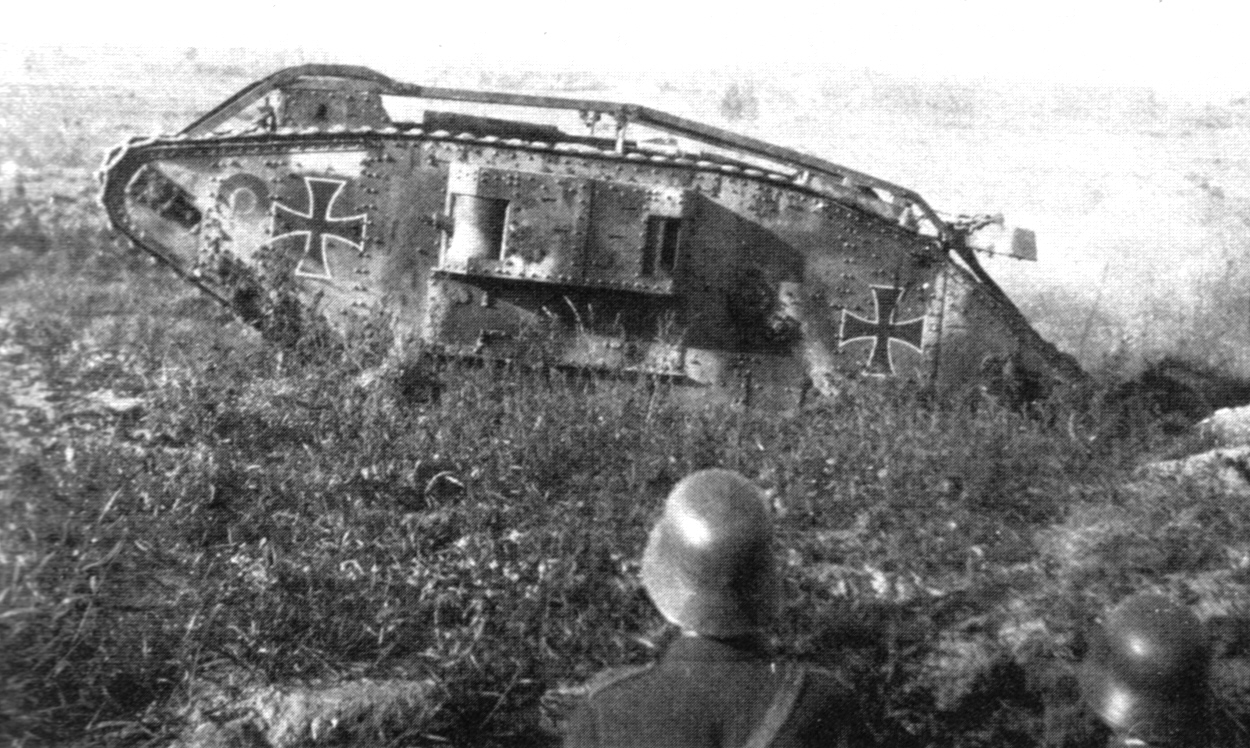
Xe tăng Mk IV của Anh bị quân Đức tịch thu và sử dụng trong cuộc Tổng tấn công Mùa xuân 1918

Tiếp theo chiến dịch Michael quân Đức tuyệt vọng ném thêm quân liên tiếp vào các chiến dịch tiếp theo nhưng đó đã là những nỗ lực ngày càng bất lực (cho dù họ đạt được chiến thắng vang dội trong trận sông Aisne lần thứ ba), và cuối cùng là cố gắng bao vây Reims vào ngày 15 tháng 7 năm 1918 và đó là trận sông Marne lần thứ hai, tại đây liên quân Anh-Pháp phản công thắng lợi. Đến cuối tháng 7, tại nhiều nơi quân Đức phải ngừng tấn công hoặc bị đẩy lại trở về vị trí ban đầu. Nỗ lực tấn công cuối cùng của Đức đã tiêu tan.
Chiến dịch mùa xuân 1918 là một thành công về mặt tác chiến của Đức khi họ chiếm được thêm lãnh thổ, tiêu diệt được hơn 1 triệu quân Anh-Pháp-Mỹ. Tuy vậy, quân Đức cũng tổn thất gần 69 vạn quân, đây là tổn thất mà Đức không thể bù đắp được do nước Đức đã huy động gần hết nam giới của họ ra trận. Trong khi đó, do có dân số đông hơn, liên quân Anh-Pháp-Mỹ có thể tiếp tục huy động tân binh để bù đắp tổn thất. Trong sáu tháng, sức mạnh của quân đội Đức đã giảm từ 5,1 triệu quân xuống còn 4,2 triệu, đến tháng 6/1918 thì quân số Đức đã tụt xuống ít hơn quân số của Anh-Pháp-Mỹ. Binh lực của Đức đã kiệt quệ và họ không còn khả năng ngăn chặn đòn phản công sắp tới của liên quân Anh-Pháp-Mỹ.

#### Đồng minh tấn công tổng lực thắng lợi
Khi Quân Đức đã rã rời suy kiệt, không còn dự bị để phát triển tiến công, liên quân Entente liền huy động tổng phản công trên toàn mặt trận. Quân Đức đã cạn kiệt về quân số và đạn dược nên không còn khả năng chống trả mạnh mẽ như trước đây nữa. Cuộc tấn công của liên quân đã phát triển thắng lợi và được gọi là 100 ngày tấn công: bắt đầu từ 8 tháng 8 bằng trận Amiens, liên quân đồng loạt phối hợp tấn công: với tập đoàn quân của Pháp bên phải, quân Anh bên trái, các quân đoàn Canada và Úc làm mũi nhọn tấn công chính diện với hàng trăm xe tăng và 12 vạn quân đã đánh lui quân Đức hàng chục km. Chiến thắng lớn tại Amiens trở thành chiến tích lớn nhất của Quân đội Anh trong cuộc Đại chiến thứ nhất, và cũng là thắng lợi lớn nhất của phe Entente trên Mặt trận phía Tây kể từ sau trận sông Marne lần thứ nhất.
Sau mấy tuần tiến công thắng lợi, ngày 21 tháng 8 quân Anh tổ chức trận Sông Somme lần thứ hai đánh lui tập đoàn quân số 2 của Đức về vị trí của phòng tuyến Hindenburg là phòng tuyến bắt đầu chiến tranh. Đến cuối tháng 9, sau các cố gắng bất thành, liên quân dừng lại ở tuyến Hindenburg và tại đây sau cách mạng tại Đức, quân Đức đã đầu hàng.

#### Cách mạng tại Đức
Đức đã hoàn toàn suy kiệt trong chiến tranh.Vào tháng 10, trong nước rối loạn chẳng còn ai còn tin vào ảo tưởng chiến thắng nữa chỉ trừ Tổng chỉ huy Erich Ludendorff và một số tướng lĩnh quân phiệt. Ludendorff cùng Đô đốc Reinhard Scheer trù tính dùng toàn lực hạm đội Đức tổ chức một trận hải chiến mang tính phiêu lưu xông thẳng vào hạm đội đối phương để tỏ rõ vinh quang của hạm đội Đức. Các tướng lĩnh quân phiệt Đức âm mưu không thông báo cho Thủ tướng vì biết rằng hành động này sẽ không được chấp nhận. Tuy nhiên tin tức về cuộc tấn công đã được các thủy binh tại hải cảng Kiel biết, họ nổi loạn vì không muốn làm một việc tự sát. Náo loạn và cách mạng bắt đầu từ đây, Hoàng đế Wilhelm II phải cách chức Ludendorff. Chính quyền được trao từ tay giới quân nhân sang cho các chính Đảng tại Quốc hội Đức (Reichstag). Ludendorff tuyên bố chính quyền dân sự sẽ làm đất nước thua trận và là "nhát dao đâm vào sau lưng quân đội". Đây là luận điểm của các lực lượng phục thù muốn bào chữa cho thất bại của Đức trong đó có Đảng Nazi (Đảng Công nhân Đức quốc gia Xã hội Chủ nghĩa hay Đảng Quốc xã) sau này của Adolf Hitler.
Công tước Max von Baden được chỉ định làm thủ tướng và ngay lập tức bắt đầu đàm phán hoà bình. Ngày 9 tháng 11 năm 1918, ông tuyên bố nhà vua phải thoái vị, đế quốc Đức sụp đổ, vua Wilhelm II được Hà Lan cho tị nạn chính trị và Cộng hoà Weimar ra đời.

#### Phe Trung tâm đầu hàng
Bắt đầu từ cuối tháng 9 năm 1918, phe Trung tâm nhanh chóng đầu hàng: đầu tiên là Bulgaria (29 tháng 9), Đế quốc Ottoman (30 tháng 10), 2 nước Áo, Hungary (4 tháng 11) đầu hàng riêng biệt do Đế quốc Áo - Hung của Vương triều Habsburg đã sụp đổ.
Vào ngày 8 tháng 11 năm 1918, phái đoàn Đức đến toa tàu hoả riêng của Thống chế Ferdinand Foch tại cánh rừng Compiegne (Pháp). Khi Foch hỏi họ đến để làm gì, họ nói với ông ta rằng họ muốn nghe những lời thỉnh cầu ngừng bắn của phe Entente. Foch trả lời rằng ông ta không hề có yêu cầu ngừng bắn gì cả. Nhưng rồi, Matthias Erzberger đã buộc Foch phải đọc các điều khoản của thỏa thuận ngừng bắn. Vào ngày 11 tháng 11 năm 1918, cũng chính tại toa tàu hỏa cá nhân của Foch, ngừng bắn được ký kết giữa hai bên.
Ngày 28 tháng 6 năm 1919 các nước thắng trận đã ký hiệp định hoà bình với Đức là Hòa ước Versailles với các hạn chế ngặt nghèo cho sự phát triển sau chiến tranh của Đức (phải đến tháng 10 năm 2010 nước Đức mới hoàn thành xong khoản chiến phí nặng nề cho cuộc chiến này). Và các hiệp định hoà bình cũng được ký kết giữa phe thắng trận với từng quốc gia thua trận là Áo, Hungary và Bulgaria. Đến năm 1920, phe Entente ký kết Hòa ước Sèvres với Sultan Mehmed VI theo đó Đế quốc Ottoman phải chịu vô cùng thiệt thòi. Đây là một đòn giáng nặng nề vào Đế quốc Ottoman. Chiến tranh thế giới thứ nhất đã kết thúc.

## Đặc điểm chiến tranh trong thế chiến thứ nhất
Chiến tranh thế giới thứ nhất lần đầu tiên trong lịch sử thế giới là một cuộc chiến tranh hiện đại, tổng lực, toàn diện và có sử dụng vũ khí hủy diệt hàng loạt, là cuộc chiến tranh với đầy đủ chiến tranh trên bộ, trên không và trên biển. Các nhà nghiên cứu quân sự đánh giá cuộc chiến trên bộ của chiến tranh này là chiến tranh với công nghệ của thế kỷ XX và với tư duy chiến thuật của thế kỷ XIX với phương thức tiến hành chiến tranh lạc hậu đánh nhau thương vong cực kỳ to lớn mà hiệu quả chiến đấu rất thấp. Ngược lại chiến tranh trên biển và trên không mang tính chất rất cách mạng với hình thức chiến tranh khác rất xa với các cuộc chiến tranh trước đây, và sau này được Chiến tranh thế giới thứ hai phát triển lên mức cao hơn.

### Chiến tranh trên bộ

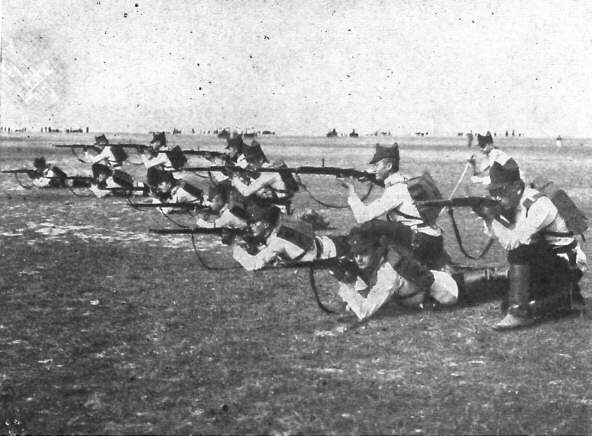
Bộ binh Romania

Nhìn một cách tổng thể chiến tranh trên bộ của thế chiến thứ nhất là cuộc chiến tranh chiến hào với các tư duy phòng thủ trận địa với chiến thuật tấn công lạc hậu. Với hình thức phòng thủ trong chiến hào có chiều sâu với hệ thống dây thép gai, bãi mìn và các hỏa điểm súng máy cố thủ, phía sau có pháo binh yểm trợ, thì chiến tranh có "sự mất cân đối" rất lớn giữa "tấn công" và "phòng ngự". Quân phòng ngự có thể dễ dàng bẻ gãy các cuộc tấn công của đối phương: các súng máy trong công sự, lô cốt, pháo binh và bãi mìn dây thép gai, gây chết chóc rất lớn cho các cuộc tấn công của kỵ binh và chiến thuật biển người của bộ binh đối phương, và nếu mất tuyến phòng ngự thì cũng có đủ thời gian để có thể nhanh chóng kéo quân dự bị tới lập tuyến mới phía sau. Ngược lại, quân tấn công thường phải chịu hy sinh rất lớn mới có thể đánh chiếm được các tuyến phòng thủ của địch và cũng không có phương tiện và phương cách để phát triển tấn công. Trong năm 1915, quân Đức đã chọc thủng phòng tuyến Nga và tấn công thắng lợi nhưng đó là do sự kém cỏi về xã hội, kinh tế và sự thiếu thốn trang bị của Nga so với Đức. Với các quân đội có trình độ phát triển tương đương như Anh, Pháp, Đức thì sự mất cân đối tấn công – phòng thủ này dẫn đến tình trạng chiến tranh chiến hào lâu dài ổn định không ai dứt điểm nổi ai mà chỉ ép dần đối phương từng tí một (một cuộc tấn công tiến lên được 10 – 20 km đã được coi là thắng lợi). Kết quả chiến tranh phụ thuộc vào sức chịu đựng dẻo dai của các bên đối với sức nặng lâu dài của chiến tranh.

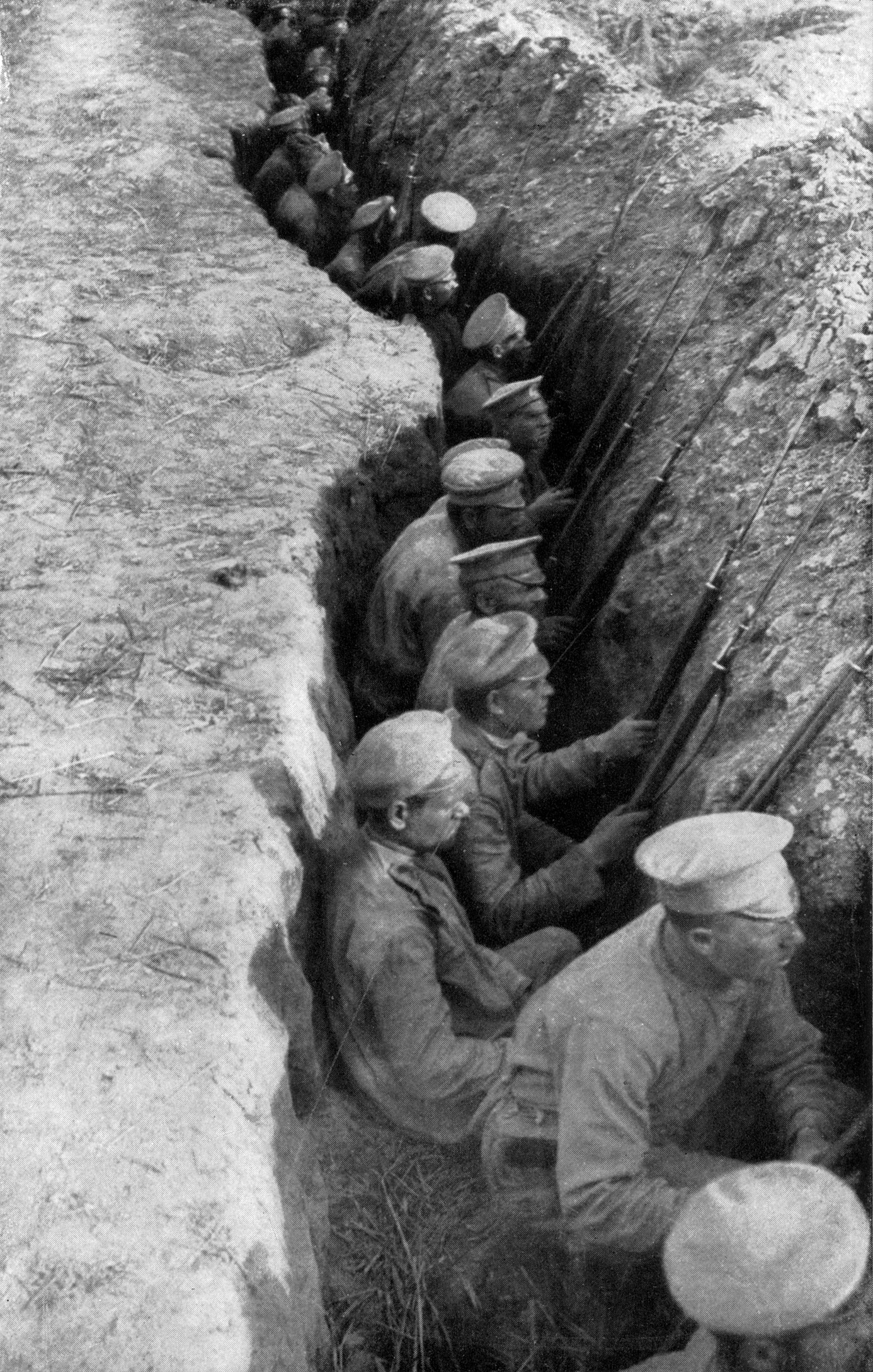
Quân Nga trong chiến hào

Cũng trong chiến tranh này đã xuất hiện các hình thức chiến thuật để đánh chiếm chiến tuyến địch và phát triển tấn công trên cơ sở vũ khí hiện có và thể hiện sáng chói nhất là chiến thắng vang dội của phương diện quân Tây Nam của Nga dưới sự chỉ huy của tướng Aleksey Alekseyevich Brusilov tại Galicia tháng 6 năm 1916 chống quân Áo – Hung: với một quân đội Nga yếu kém, lạc hậu, mất tinh thần sau trận thảm bại năm 1915, nhưng với sự chuẩn bị kỹ lưỡng, quân Nga đã chọc thủng chiến tuyến Áo – Hung và tấn công ồ ạt trên diện rộng đánh bại quân đội Áo – Hung. Tuy nhiên sau khi rút kinh nghiệm, quân phòng thủ cũng đã khắc chế được các chiến thuật mới này và hình thức chiến tranh chiến hào vẫn là chủ đạo và bất biến.
Chỉ đến khi xe tăng xuất hiện vào cuối năm 1916 và phát triển thì hình thức chiến tranh chiến hào này mới bắt đầu lỏng lẻo, nhưng sự hạn chế về tính năng của những cỗ xe tăng trong thời kỳ này khiến nó vẫn chưa đủ sức bẻ gãy hệ thống chiến hào. Phải đến Chiến tranh thế giới thứ hai, hệ thống chiến hào mới tỏ rõ sự bất lực trước sức tấn công cơ động của xe thiết giáp, và cuộc chiến tranh chiến hào cuối cùng trên thế giới là cuộc Chiến tranh Triều Tiên.

### Chiến tranh trên biển, trên không
Chiến tranh trên biển của thế chiến thứ nhất diễn ra rất quyết liệt và được gọi là trận chiến Đại Tây Dương lần thứ nhất nó mang tính chất hoàn toàn mới so với các cuộc chiến tranh trên biển trước đây: Cuộc chiến này báo hiệu chấm dứt thời đại các trận hải chiến lớn của các armada cổ điển (hạm đội mặt nước). Việc bao vây kinh tế đánh phá giao thông trên biển được thực hiện một cách hiệu quả hơn bằng phương tiện chiến tranh rất mới là tàu ngầm. Và trong cuộc chiến này tuy lực lượng Hải quân Đức còn thua xa Hải quân Hoàng gia Anh nhưng lực lượng tàu ngầm Đức khi đó với kỹ thuật hiện đại đã làm rất tốt công việc đánh phá vận tải biển của Anh, đã có lúc làm phát sinh nạn đói ở nước này.

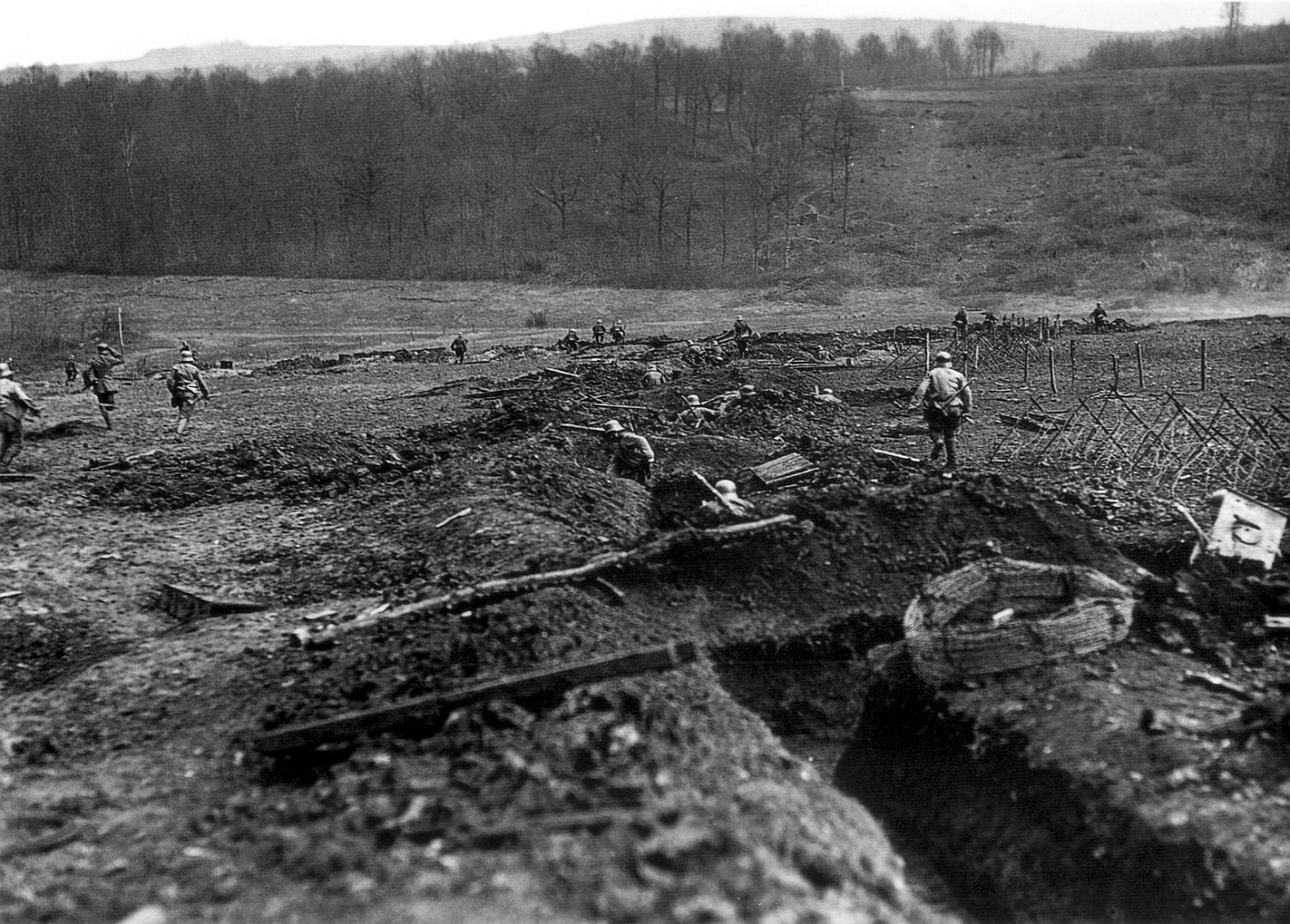
Quân Đức ở Sedan, Pháp năm 1917

Thời gian đầu chiến tranh các tàu vận tải của Anh đi tự do không có bảo vệ nên bị tàu ngầm Đức đánh đắm rất nhiều dưới hình thức "săn mồi tự do". Để hạn chế thiệt hại do tàu ngầm, Anh đã áp dụng biện pháp "convoy" (đoàn hộ tống): các tàu vận tải đi theo đoàn lớn dưới sự bảo vệ bên ngoài của tàu chiến. Biện pháp này ban đầu rất hiệu quả vì khi đó tàu ngầm còn rất thô sơ mang được ít ngư lôi và ngư lôi chất lượng không cao hay bắn trượt, nên tàu ngầm thường chỉ bắn ngư lôi vào tàu chiến đối phương, còn để tiêu diệt tàu vận tải thì bằng cách nổi lên dùng pháo bắn. Với sự bảo vệ của đoàn tàu chiến trong convoy thì việc này không thực hiện được nữa. Sau đó tàu ngầm Đức đổi chiến thuật: các tàu ngầm đi thành bầy lớn khi phát hiện đoàn convoy thì thay vì tấn công chúng bám theo chờ trời tối thì nổi lên bơi lẫn vào đoàn convoy và lần lượt hạ thủ các tàu vận tải, chiến thuật này về sau vẫn áp dụng cho cả Thế chiến II... Việc đánh vận tải và đảm bảo vận tải diễn ra quyết liệt và rất năng động từ hai phía. Để tăng cường sức ép lên nước Anh, Đức đã hai lần tuyên bố chiến tranh tàu ngầm không hạn chế không chấp nhận trung lập của bất kỳ tàu của quốc gia nào, tàu ngầm Đức bắn cả vào tàu Mỹ chở hàng cho Anh là nguyên nhân để Hoa Kỳ tham gia chiến tranh chống Đức.
Trong Thế chiến I lần đầu tiên xuất hiện một loại binh chủng mới là không quân. Vì là loại hình mới trang bị còn rất thô sơ nên chiến tranh trên không chưa có ý nghĩa lớn và chưa thể gây được tác động lớn đến kết quả chiến tranh. Tuy nhiên nó cũng đã có các hình thức chiến đấu mà ngay sau chiến tranh được các bên tích cực phát triển đó là không chiến của các máy bay cánh cố định đánh nhau; tấn công mặt đất của máy bay đối với lực lượng mặt đất; ném bom tầm xa với các zepperlin, trinh sát bởi máy bay hoặc khinh khí cầu.

### Các vũ khí mới

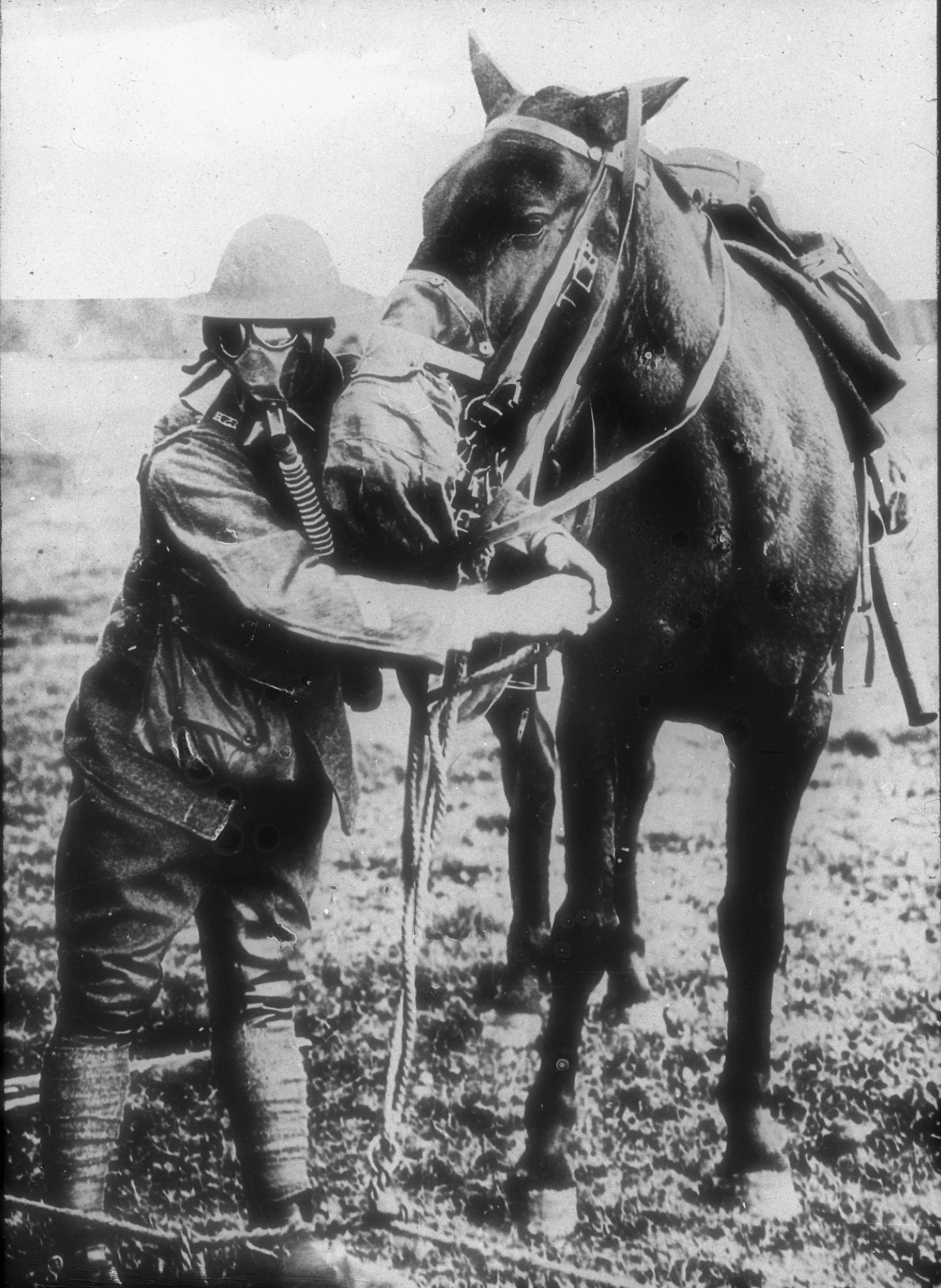
Lính kỵ binh Anh và ngựa đều phải mang "mặt nạ phòng độc"

Chiến tranh thế giới thứ nhất đã cho thấy các thứ vũ khí mới với hiệu quả huỷ diệt rất mạnh.
- Vũ khí hoá học là đặc sản của Thế chiến I: lần đầu tiên loài người sử dụng vũ khí hoá học nhân tạo một cách ồ ạt và quy mô lớn với các dạng hoá chất độc khác nhau từ loại ít nguy hiểm nhất là hơi cay hay chất làm chảy nước mắt đến loại khí nguy hiểm hơn nhưng không chết người chỉ loại khỏi vòng chiến như hơi mù tạc, Yprit (gây lở loét da và lấy tên theo địa điểm diễn ra trận tấn công hoá học là Ypres) và cao hơn nữa là hơi ngạt clo và các chất gây tử vong khác như phosgene. Để chống lại vũ khí hoá học các bên đã sử dụng phương tiện rất hiệu quả là mặt nạ phòng độc. Vào cuối kỳ chiến tranh việc sử dụng vũ khí hoá học giảm hẳn vì các bên sợ leo thang rất nguy hiểm của loại vũ khí này và việc dùng chúng nhiều khi phản tác dụng (gió đổi chiều thì tự hại quân mình) vì thời kỳ đó việc phát tán tác nhân hoá học còn thô sơ chủ yếu dựa vào gió.
- Súng máy liên thanh: là loại vũ khí tuy ra đời từ trước thế chiến nhưng trong thế chiến đã thể hiện rõ uy lực của mình và làm thay đổi chiến thuật chiến đấu. Do trình độ kỹ thuật khi đó còn chưa hoàn thiện nên súng máy bắn nhanh có kích thước khá to và nặng nên nó không phải là vũ khí cá nhân mà bố trí cố định để phòng thủ. Súng máy liên thanh có thể bắn hàng trăm phát mỗi phút trong khi đó quân bộ binh tấn công vẫn dùng súng trường lên quy lát bắn phát một, đó cũng là một nguyên nhân gây nên sự mất cân đối tấn công - phòng thủ. Súng máy đặt trong công sự dễ dàng vô hiệu hoá các cuộc tấn công bằng bộ binh "làn sóng người" và các cuộc tấn công của kỵ binh. Chính với sự phát triển của súng máy mà kỵ binh hết thời và ngày càng suy giảm.

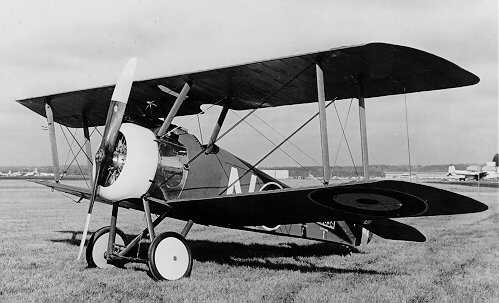
Máy bay Anh Sopwith Camel

- Đạn pháo phá mảnh: Để chống lại làn sóng bộ binh tấn công các bên áp dụng đạn pháo phá mảnh để tăng tính sát thương, chính số lượng chết trận nhiều nhất của quân sĩ là do pháo binh với đạn pháo phá mảnh. Với sự áp dụng của pháo binh bắn nhanh, đạn pháo phá mảnh uy lực huỷ diệt lớn cộng với hoả lực súng máy đã làm chấm dứt chiến thuật đội hình ô vuông và làm phát sinh đội hình tản mác của bộ binh và kéo theo các thay đổi khác của tác chiến trên bộ.
- Máy bay: đây là cuộc chiến tranh có sự tham gia đông đảo đầu tiên của máy bay, do máy bay đang ở giai đoạn đầu phát triển còn rất thô sơ, bay chậm và thấp, mang được ít vũ khí, nhưng nó đã thể hiện khả năng chiến đấu rất hiệu quả và sau này được các bên nhận thấy các tiềm năng phát triển rất lớn. Trong đại chiến máy bay làm các nhiệm vụ không chiến (đánh nhau với máy bay địch), tấn công mặt đất, trinh sát, liên lạc.

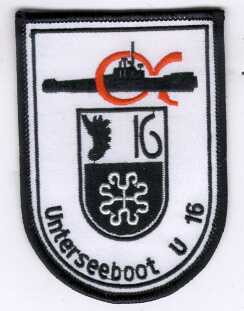
Tàu ngầm U16 của Đức

- Tàu ngầm: đây là vũ khí có hiệu quả nhất của Thế chiến I. Với tàu ngầm thì một hạm đội yếu có thể chống lại một hạm đội mạnh một cách hiệu quả. Một sự đầu tư nhỏ hơn (vào tàu ngầm) mang lại hiệu quả lớn hơn nhiều khi xây dựng các hạm tàu mặt nước lớn. Điều đó giải thích tại sao Hải quân Đức dồn sức xây dựng lực lượng tàu ngầm U-boat của mình trong cả Thế chiến I và Thế chiến II. Thời gian này tàu ngầm còn rất thô sơ hoạt động nổi là chủ yếu, chỉ lặn xuống khi gặp tàu chiến đối phương và vũ khí ngư lôi mang theo cũng không nhiều, độ chính xác kém, thường tàu ngầm chỉ dùng ngư lôi để bắn tàu chiến đối phương khi đang lặn, còn đối với tàu vận tải thì nó nổi lên dùng pháo để bắn chìm. Với sự nguy hiểm của tàu ngầm đã diễn ra cuộc đấu tranh quyết liệt giữa phá giao thông và bảo vệ giao thông trên biển cũng như giữa tàu ngầm và tàu săn ngầm với các thiết bị thủy âm phát hiện tàu ngầm. Trong thế chiến này lực lượng tàu ngầm của Đức đã đánh chìm một lượng lớn tải trọng tàu vận tải của Anh và làm kinh tế Anh lao đao, nhưng đồng thời nó cũng bị thiệt hại rất nặng nề.

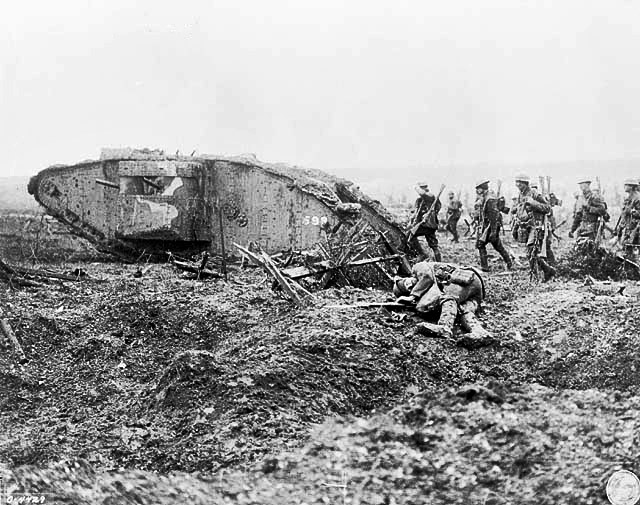
Xe tăng đi trước, bộ binh Canada theo sau, mặt trận Vimy 1917

- Xe tăng: đây là vũ khí ra đời trong thế chiến để khắc phục sự mất cân đối giữa tấn công và phòng ngự tuy xe tăng còn rất thô sơ thiếu độ tin cậy nhưng đã chứng minh được tiềm năng phát triển của mình và các bên đua nhau chế tạo xe tăng. Từ trận đầu tham chiến vào tháng 9 năm 1916 tại trận Sông Somme đến năm 1917 phía Entente có trận Cambrai đã huy động hơn 400 xe tăng để tấn công. Tuy nhiên xe tăng trong thế chiến I vì các tính năng còn yếu kém của mình mới chỉ được sử dụng như phương tiện yểm trợ bộ binh để đánh chiến tuyến của địch, chỉ đến Chiến tranh thế giới thứ hai xe tăng mới phát huy hết tính năng tấn công cơ động thọc sâu của nó.

## Hậu quả của chiến tranh

### Ảnh hưởng kinh tế, địa - chính trị
- Chiến tranh thế giới thứ nhất để lại rất nhiều hậu quả trước mắt và lâu dài. Cuộc chiến làm hơn mười triệu người chết và hàng chục triệu người khác bị tàn phế, các thành phố, làng mạc, đường sá, cầu cống, nhà máy bị phá hủy. Số tiền các nước tham chiến chi phí cho chiến tranh lên tới khoảng 85 tỉ đôla. Ngoài sức mạnh tàn phá nhân mạng, kinh tế, vật chất, nó còn gây hãi hùng lâu dài về tâm lý cho cả châu Âu gây ra một thế hệ bị mất mát của châu Âu. Chính cuộc chiến này làm cho châu Âu tụt hậu và mất đi vai trò lãnh đạo văn minh nhân loại mà nó đã đảm đương trong hơn 300 năm qua và dần dần vai trò đó chuyển sang bên kia đại dương cho Hoa Kỳ.

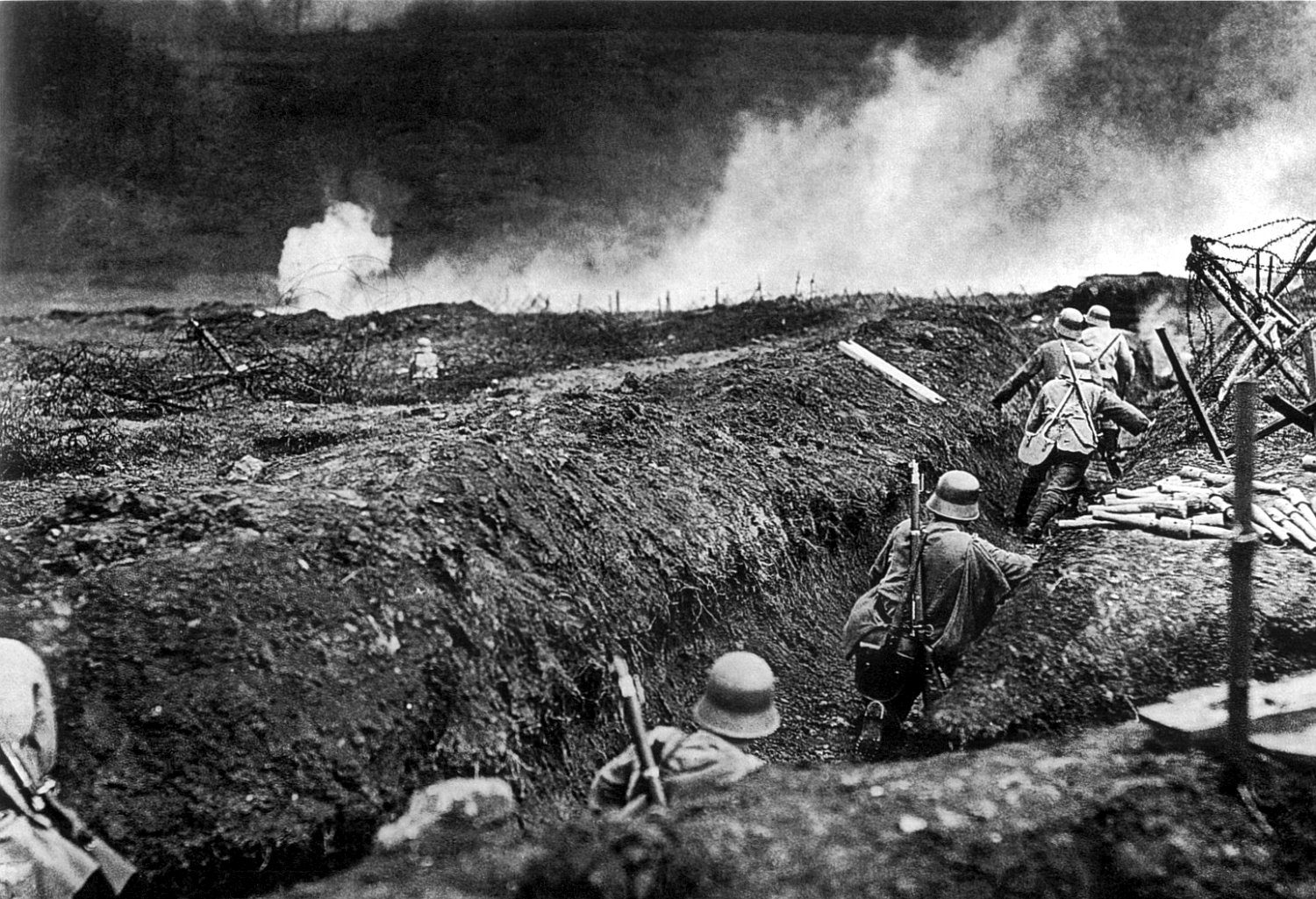
Lính xung kích Sturmtruppen (Lực lượng Bão tố) của Đức tham chiến ở mặt trận phía Tây năm 1917

- Chiến tranh gây ra sự thay đổi rất lớn trong bản đồ chính trị châu Âu. Cuộc chiến dẫn đến sự sụp đổ của 4 đế quốc Nga (1917), Đức (1918), Áo - Hung (1918), Ottoman (1923) với các triều đình quân chủ hàng trăm năm bị suy đổ trong đó hai cường quốc Áo - Hung và Ottoman bị phân rã và mất hẳn vai trò cường quốc. Hai đế quốc Đức, Nga bị cắt xén lãnh thổ và bị kiềm chế với tình cảm dân tộc nước lớn bị tổn thương sâu sắc và đó là đất đai rất tốt cho tư tưởng phục thù để dẫn đến một thế chiến mới. Rất nhiều các nước nhỏ xuất hiện từ sự phân rã của các đế quốc và từ sự phân chia mang tính chủ quan, quan liêu của các cường quốc thắng trận dẫn đến các mâu thuẫn lộn xộn gây mất ổn định thế giới sau này.
- Chiến tranh này cho thấy rõ mâu thuẫn ghê gớm của hệ thống thuộc địa một nguyên nhân của đại chiến thế giới, tuy rằng sau chiến tranh nó còn tiếp tục tồn tại theo quán tính nhưng sau Thế chiến II, nó bị tất cả các nước, cả thuộc địa và cả một số chủ thuộc địa cùng tìm cách phá bỏ.
- Chiến tranh thế giới thứ nhất cũng ngay lập tức đem lại những thay đổi về hệ thống chính trị tại các nước châu Âu. Tại Đức, nền quân chủ bị lật đổ, Cộng hòa Weimar ra đời. Tuy nhiên nền Cộng hòa này cũng sớm đối mặt liên tục với những khó khăn chồng chất về kinh tế và xã hội, và tồn tại được 15 năm trước khi Adolf Hitler lên nắm quyền. Một trong những ảnh hưởng lâu dài nhất của Chiến tranh thế giới thứ nhất là sự ra đời của Liên Bang Xô Viết. Chiến tranh đã làm cho người dân Nga lâm vào tình trạng vô cùng khó khăn. Hoàn cảnh này đã đẩy Nga vào cuộc Cách mạng tháng Mười với sự thắng lợi của Nhà nước Xô viết với lập trường ủng hộ Chủ nghĩa xã hội, chống Chủ nghĩa thực dân và Chủ nghĩa tư bản. Điều đó khiến cho các nước phương Tây vô cùng lo sợ và đề phòng sự lan rộng của Liên Xô, làm nảy sinh những mối nghi ngờ liên tục lẫn nhau giữa các nước này và Liên Xô gần như suốt cả thế kỷ XX. Mặt khác, sự căm phẫn do bị thất trận, bối cảnh kinh tế - xã hội bất ổn như tại Ý và Đức mở màn cho thế lực phát xít lên ngôi tại nhiều nước. Như vậy châu Âu sau cuộc chiến đã có sự chia rẽ rõ rệt về mặt chính trị giữa các nước đi theo Chủ nghĩa Cộng sản, Chủ nghĩa phát xít và tư bản phương Tây, tạo bệ phóng cho một cuộc thế chiến mới.

### Ảnh hưởng tâm lý - xã hội
Chiến tranh đồng thời gây ra các xu hướng tâm lý - xã hội đối nghịch:
- Một mặt trước đây rất nhiều tầng lớp người châu Âu bị cuốn theo tình cảm dân tộc Chủ nghĩa và sau chiến tranh họ nhận thức ra được kết quả mà Chủ nghĩa dân tộc quá đáng có thể mang lại nên họ bắt đầu định hướng lại theo một tinh thần mới với tinh thần Chủ nghĩa quốc tế và xu hướng chủ nghĩa hòa bình và chủ nghĩa nhân văn. Sau chiến tranh, thế giới đã tổ chức ra Hội Quốc Liên và phong trào hoà bình nảy nở mạnh ra trên khắp toàn cầu đó là các thể hiện của xu thế này.
- Mặt khác có một xu hướng hoàn toàn đối nghịch hẳn lại: Đó là sự thất vọng vào các giá trị nhân văn của loài người và phát sinh tâm lý tôn sùng sức mạnh, tôn sùng bạo lực với sự tin tưởng rằng chỉ có sức mạnh và sự cứng rắn mới là chỗ dựa đáng tin cậy trong thời đại bất ổn này. Đây là cơ sở để nảy nở tâm lý thô bạo và Chủ nghĩa hư vô, hoài nghi, tâm lý này là đất đai rất tươi tốt cho Chủ nghĩa quân phiệt và Chủ nghĩa phát xít và các xu hướng cực đoan nảy nở và bám rễ trong xã hội sau chiến tranh. Sau khi Triều đình Ottoman phải ký Hiệp định Sevres, ngọn lửa chủ nghĩa dân tộc đã bùng cháy, với cuộc Chiến tranh Giải phóng Dân tộc Thổ Nhĩ Kỳ do Chính phủ đối lập của lãnh tụ Mustafa Kemal Atatürk phát động tại Ankara, nhằm phản đối việc Sultan Mehmed VI ký kết Hiệp định Sevres và đánh đuổi quân Entente (lần này bao gồm Anh, Pháp, Ý, Hy Lạp). Lợi dụng quân Entente còn quá mỏi mệt với cuộc Đại chiến vừa qua, phe dân tộc Chủ nghĩa Thổ Nhĩ Kỳ tổ chức tiến công đánh tan tác quân Entente, buộc địch phải ký Hiệp định Lausanne (1923). Với Hiệp định này, Đế quốc Ottoman sụp đổ, Sultan Mehmed VI thoái vị, và nước Cộng hòa Thổ Nhĩ Kỳ ra đời vào tháng 10 năm 1923.[54][55][56][57]
- Chiến tranh cũng đồng thời gây ra cảm giác đây là kết thúc của "thế giới cũ" là kết thúc của Chủ nghĩa tư bản và Chủ nghĩa đế quốc. Trên nền tảng đó các phong trào Cộng sản và phong trào Chủ nghĩa xã hội nảy nở và phát triển rất mạnh mẽ ở châu Âu và trên thế giới.

## Những bài học chính trị của Chiến tranh thế giới thứ nhất
| “                             | Về công nghiệp và thương mại, Đức đã chiến thắng cuộc chiến tranh. Những công xưởng của họ vẫn còn nguyên, những khoản nợ chiến tranh của họ chỉ nằm trong nước và sẽ được thanh toán dễ dàng bằng việc vận động hành chính... | ” |
| — Georges Benjamin Clemenceau | |   |

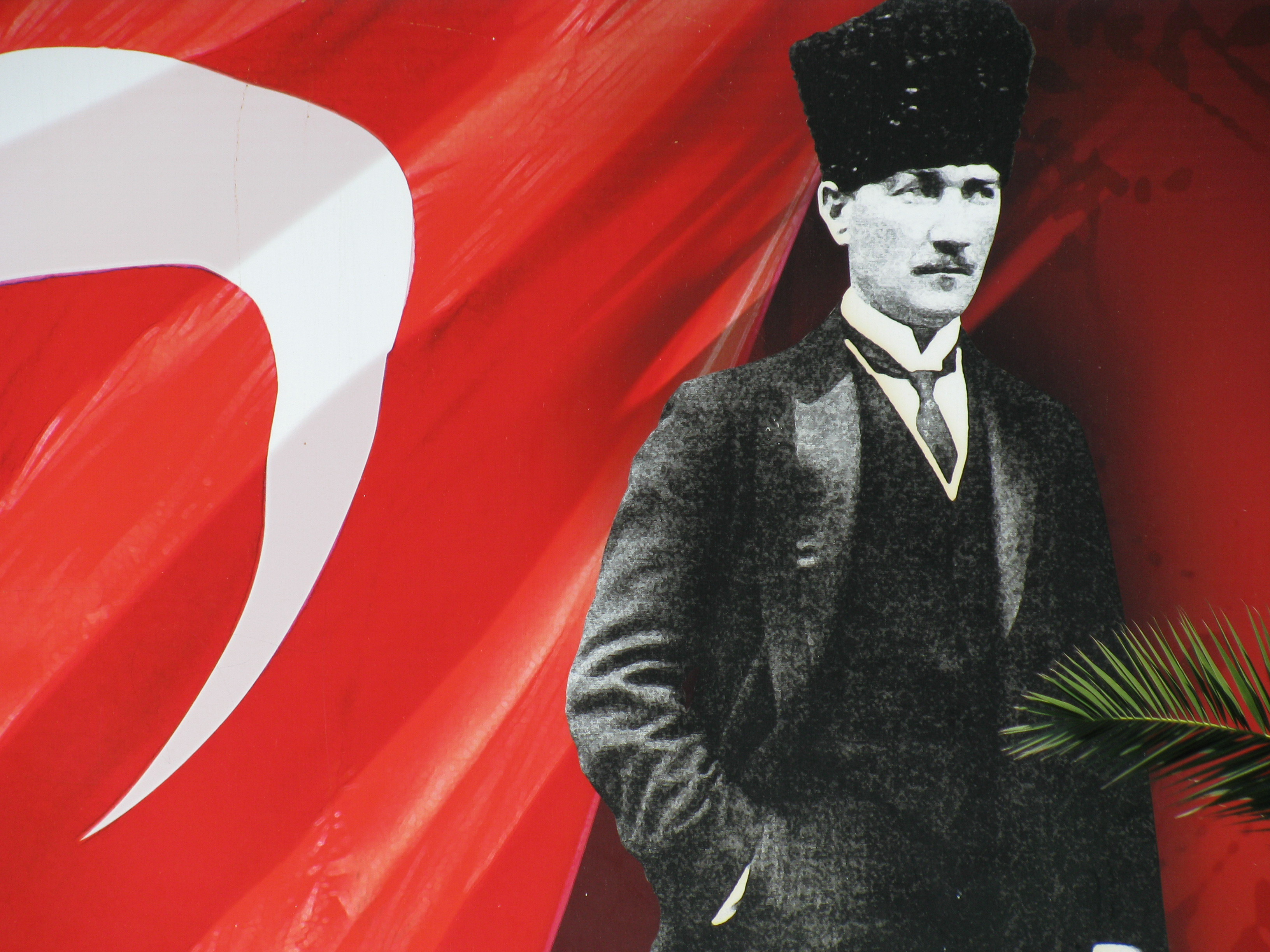
Mustafa Kemal Atatürk - người anh hùng dân tộc Thổ Nhĩ Kỳ trong cuộc Chiến tranh thế giới lần thứ nhất và Chiến tranh Giải phóng Dân tộc Thổ Nhĩ Kỳ.

- Chiến tranh thế giới cho thấy, trong điều kiện của các mối quan hệ chặt chẽ của thế giới, của công nghệ cao, quy mô toàn cầu, với độ tàn phá khủng khiếp của chiến tranh thì "không ai có thể có lợi trong chiến tranh nếu nó nổ ra, thậm chí là chiến tranh khu vực". Đối với Đế quốc Anh, cuộc Chiến tranh thế giới lần thứ nhất là một chiến thắng kiểu Pyrros của họ. Họ gặp khó khăn trong việc duy trì Đế chế rộng lớn của họ kể từ sau cuộc chiến kinh hoàng này.[58] Pháp còn thể hiện chiến thắng kiểu Pyrros rõ ràng hơn Anh Quốc. Nhờ có cao trào Cách mạng Nga năm 1917, Pháp không thể liên minh với nước Nga được nữa.[59] Người Đức đã đập phá tan tành những trung tâm công nghiệp của Pháp và chinh phạt được đủ đất đai để có thể thực hiện phần lớn chiến lược về cuối cuộc Đại chiến.[60] Cả Anh Quốc và Pháp đều chỉ có thể chấm dứt cuộc chiến nhờ sự đổ bộ của quân Mỹ.[61] Cuộc chiến tranh chứng tỏ rằng nước Đức mạnh hơn Pháp, do đó Pháp không thể nào một mình thắng Đức.[62] Bị khánh kiệt, nhiều người Pháp sau cuộc Đại chiến thường cho rằng "chúng ta không thể làm nên một trận Verdun nữa".[63] Thủ tướng Pháp Clemenceau cũng thừa nhận rằng trong vài năm tới, nước Đức sẽ bỏ xa Pháp về công nghiệp, thương mại và tài chính.[64] Với những lợi thế này, sau chiến tranh nước Đức phát triển bỏ xa Pháp và tạo điều kiện cho Đức một lần nữa lên tranh hùng tranh bá.[19][65] Giữa thập niên năm 1920, nhiều người Pháp tin chắc rằng nước này sẽ một lần nữa bị người Đức tiến công.[15] Cho đến năm 1939, mọi việc đã chứng tỏ chiến thắng kiểu Pyrros của các nước Entente dẫn đến sự suy yếu của bọn họ.[66] Chiến thắng kiểu Pyrros của Pháp trong cuộc Chiến tranh thế giới lần thứ nhất kế tiếp đại bại thê thảm của Pháp trong cuộc chiến tranh chống Phổ (1870–1871), và được kế tiếp bởi đại bại tả tơi của quân Pháp trước các chiến binh tinh nhuệ Đức vào năm 1940 và trước những cao trào đấu tranh giành độc lập của các dân tộc thuộc địa (như vào năm 1954 tại Việt Nam và 1962 tại Algérie). Và, như đã nói, không lâu sau cuộc Đại chiến, vào năm 1923, các nước Anh, Pháp, Ý, Hy Lạp đều phải chịu thất bại trong cuộc Chiến tranh Giải phóng Dân tộc Thổ Nhĩ Kỳ.[67][68] Những chiến bại thê thảm ấy cũng là vì sự nhừ đòn và tổn hại khủng khiếp của Pháp trong cuộc Đại chiến 1914–1918 này.[15][69]
- Thế giới đã đi vào giai đoạn phát triển kinh tế, văn hoá, chính trị có trình độ cao, ở mức trình độ đó thế giới không thể còn chỗ cho Chủ nghĩa đế quốc và các loại Chủ nghĩa nước lớn trắng trợn. Với các quan hệ quốc tế chặt chẽ và quyền lợi đan xen thì Chủ nghĩa ích kỷ ở phạm vi quốc gia và quốc tế tất yếu dẫn đến xung đột đối kháng, và chiến tranh thì đều thiệt hại cho tất cả các bên. Tư duy đế quốc Chủ nghĩa phải bị loại trừ ra khỏi các quan hệ quốc tế, nảy sinh loại tư duy mới là "cùng tồn tại hoà bình, thoả hiệp các lợi ích trên cơ sở các bên cùng có lợi". Chính vì vậy ngay sau Thế chiến I các nước đã đồng lòng tổ chức ra Hội Quốc Liên với mục tiêu để điều hoà các quan hệ quốc tế trên cơ sở các bên cùng chấp nhận được.
- Hệ thống thuộc địa như nguyên nhân của mâu thuẫn phải bị loại bỏ, bắt đầu từ Thế chiến I hệ thống thuộc địa thế giới bắt đầu lỏng lẻo và đến sau Thế chiến II thì diễn ra quá trình phi thực dân hoá ồ ạt với sự cổ vũ và chấp nhận của nhiều cường quốc thế giới.

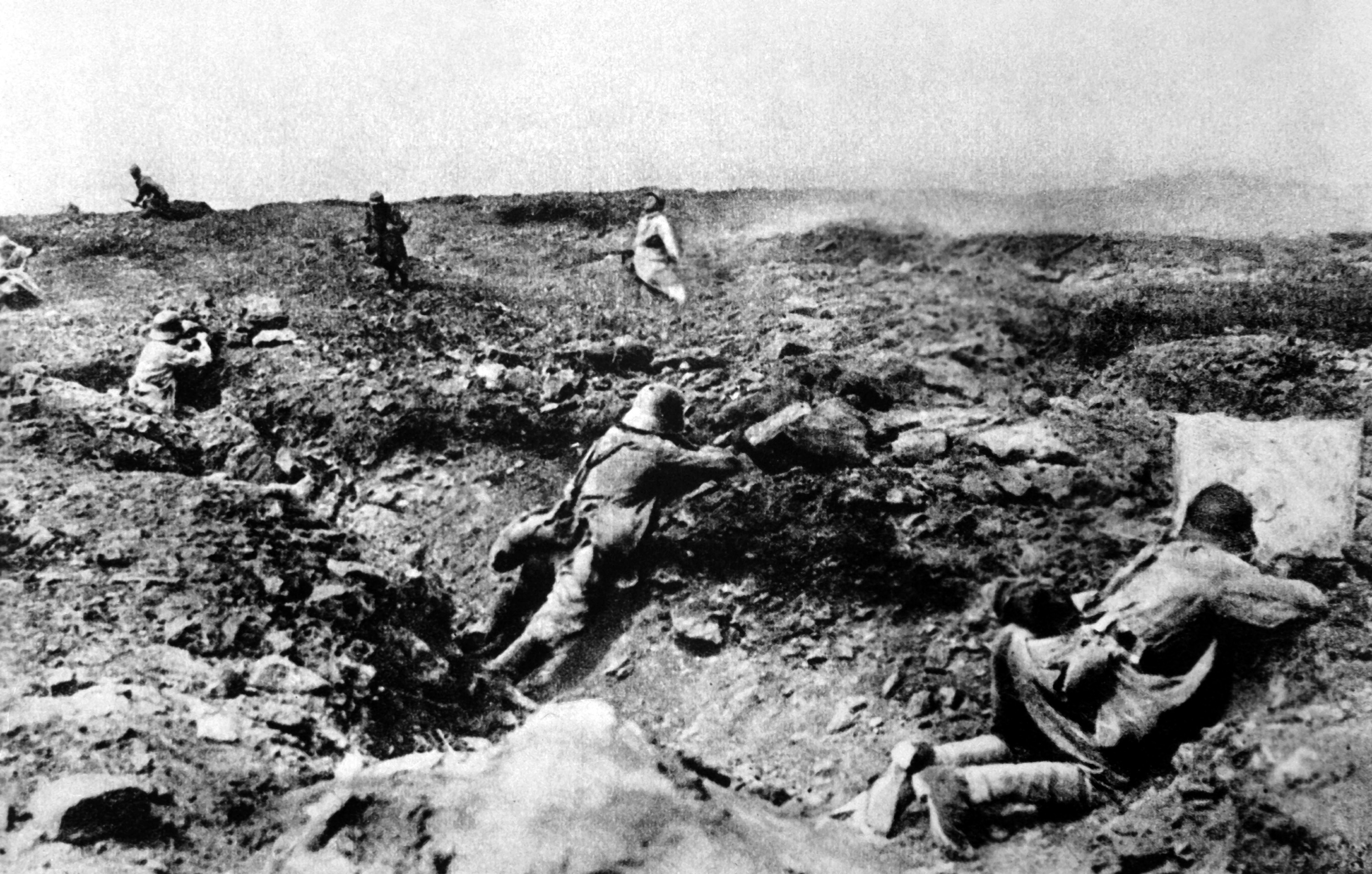
Quân Đức tiêu diệt một nhóm lính Pháp năm 1917

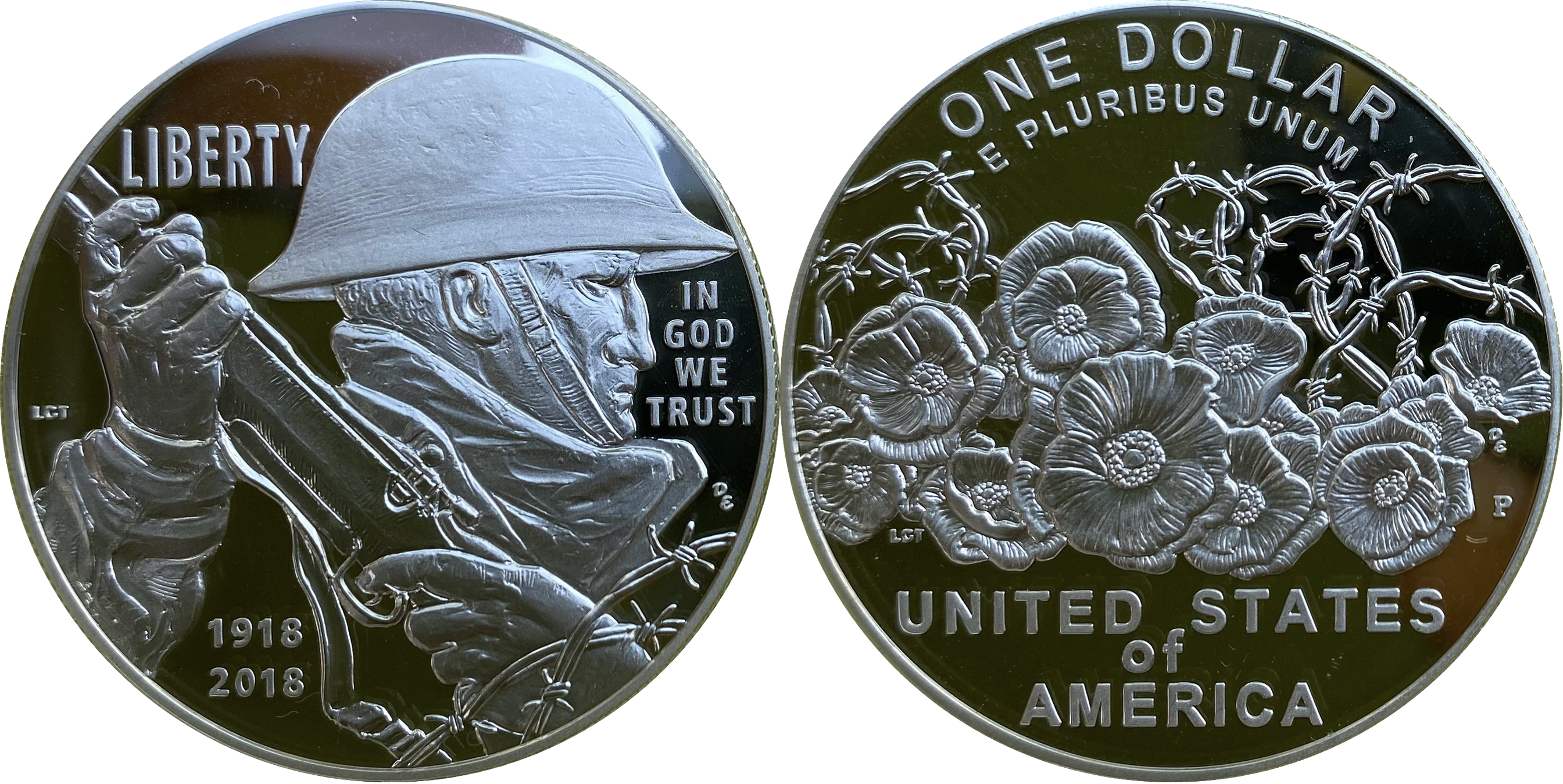
Xu bạc: 1 đô la Mỹ, Kỷ niệm 100 năm Thế chiến thứ nhất, đúc năm 2018, dưới thời Tổng thống Donald Trump; Đồng xu có đường kính 40,6mm; trọng lượng 26,73gr và tỷ lệ bạc 90%

- Một bài học rất to lớn của Thế chiến I và II cho thấy: "Yếu tố dân tộc quốc gia là có động lực rất lớn và các quyền lợi chính đáng của nó phải được tôn trọng". Tình hình quốc tế không thể yên nếu dựa trên cơ sở không tôn trọng tình cảm, quyền lợi chính đáng của quốc gia, dân tộc. Một dân tộc bị dồn vào thế cùng đường sẽ phản ứng rất mãnh liệt gây hậu hoạ cho hoà bình thế giới. Một ví dụ rất điển hình: sự kiềm chế kìm hãm càng chặt chẽ đối với Đức sau Thế chiến I chỉ càng thúc đẩy Chủ nghĩa phục thù với sự tìm kiếm các phương sách càng quyết liệt, cực đoan hơn của Hitler và cuối cùng là với các kết quả thảm khốc đối với người kìm hãm. Sau Thế chiến II Hoa Kỳ như một thế lực lãnh đạo thế giới đã nhận thức được vấn đề này nên trong chương trình tái thiết sau chiến tranh đã giúp đỡ cả các nước kẻ thù thua trận: Đức, Ý, Nhật để các nước này vươn lên không ở vị thế buộc phải lao tiếp vào Chủ nghĩa phục thù.
- Và một bài học cuối đúc rút từ các bài học trên "Vấn đề chiến tranh và hoà bình là vấn đề chung của cả thế giới". Một khi chiến tranh nổ ra nó dễ dàng kéo cả thế giới vào cuộc. Với hậu quả quá khốc liệt của chiến tranh loài người phải nhận thức được sự cần thiết "cần ngăn chặn nó trước khi quá muộn" đó phải là nỗ lực chung của tất cả các nước.

Hiện nay, tuy đã có rất nhiều cuộc chiến tranh khu vực nổ ra và đã có lúc thế giới bên bờ vực chiến tranh, nhưng về cơ bản hoà bình thế giới vẫn được giữ vững và chưa thấy có triệu chứng của một đại chiến mới. Điều đó cho thấy ít nhiều thì nhân loại cũng đã rút được các bài học chính trị của hai cuộc đại chiến, đã biết hoá giải các mâu thuẫn bằng hòa bình, và chí ít thì đó cũng là một đóng góp của Chiến tranh thế giới thứ nhất (và thứ hai) vào tri thức nhân loại.